# Liste der Stolpersteine in der Metropolitanstadt Venedig

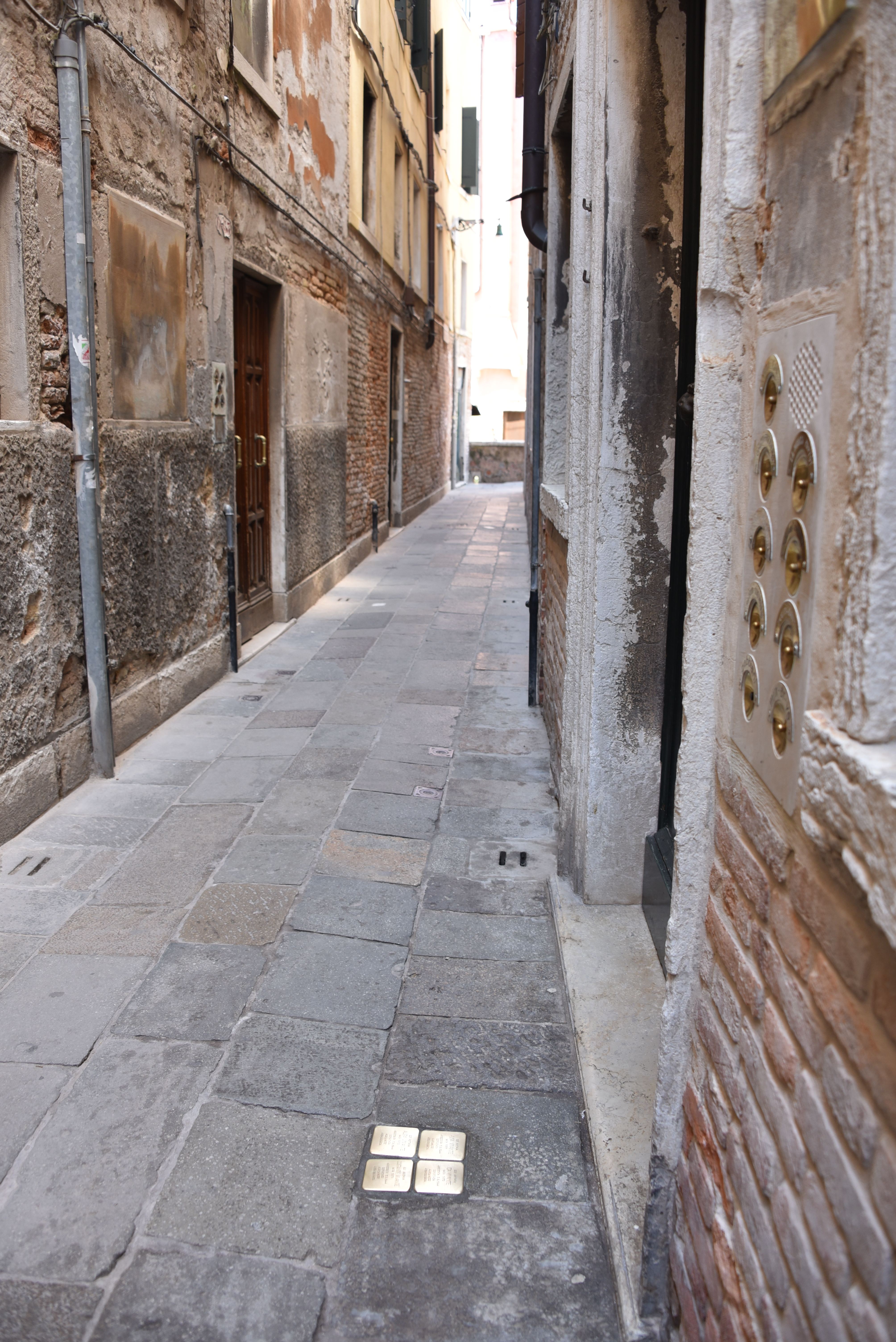
Stolpersteine in Venedig

Die Liste der Stolpersteine in Venedig enthält eine Übersicht der Stolpersteine in der italienischen Stadt Venedig. Stolpersteine sollen an das Schicksal der Menschen erinnern, die von den Nationalsozialisten ermordet, deportiert, vertrieben oder in den Suizid getrieben wurden. Die Stolpersteine wurden von Gunter Demnig verlegt, deren Name lautet auf Italienisch pietre d’inciampo. Im Regelfall werden die Stolpersteine vor dem letzten freigewählten Wohnort des Opfers verlegt. Der erste in Venetien verlegte Stolperstein ist dem Ingenieur Bartolomeo Meloni gewidmet; er befindet sich am Campo SS. Apostoli im Sestiere Cannaregio.

## Verlegte Stolpersteine

### Venedig
Die Tabellen sind teilweise sortierbar; die Grundsortierung erfolgt alphabetisch nach dem Familiennamen.

#### Cannaregio
Im Sestiere Cannaregio wurden 110 Stolpersteine an 50 Adressen verlegt.
| Stolperstein | Übersetzung | Verlegeort                                         | Name, Leben |
| ------------ | --- | -------------------------------------------------- | --- |
|              | HIER WOHNTE ACHILLE ABOAF GEBOREN 1891 VERHAFTET 20.8.1944 DEPORTIERT AUSCHWITZ ERMORDET 30.4.1945 BUCHENWALD                                      | Cannaregio 1445 ·                                  | Achille Aboaf wurde am 22. Juni 1891 in Venedig geboren. Seine Eltern waren Giacomo Aboaf und Augusta Pighin. Er hatte zumindest zwei Schwestern, Regina (1888) und Giuditta (1894). Er wurde Klempner und heiratete Rosa Lucia Mogno. Das Paar hatte vier Söhne: Abramo Marco (1919), Umberto (1921), Guido (1924) und Gino (1925). Er wurde am 20. August 1944 in Venedig verhaftet, zwei Tage nach seinem jüngsten Sohn, wurde zuerst im Gefängnis von Venedig inhaftiert und dann in die Risiera di San Sabba in Triest überstellt. Am 2. September 1944 wurde Aboaf zusammen mit seinem Sohn mit Transport No. 37T von Triest in das Vernichtungslager Auschwitz deportiert. Der Zug mit den Viehwaggons langte nach fünftägiger Fahrt im Lager ein. Achille Aboaf wurde dort am 30. April 1945 ermordet. Auch seine Schwestern wurden in Auschwitz ermordet, ebenso ein Neffe, der ebenfalls Achille hieß. Alle Söhne konnten überleben. Abramo Marco, Umberto und Guido wurden im April 1945 aus dem KZ Buchenwald befreit. |
|              | HIER WOHNTE GINO ABOAF GEBOREN 1925 VERHAFTET 18.8.1944 DEPORTIERT AUSCHWITZ MAUTHAUSEN BEFREIT                                                    | Cannaregio 1445 ·                                  | Gino Aboaf wurde am 13. November 1925 in Venedig geboren. Er war der jüngste der vier Söhne Rosa Lucia Mognos und Achille Aboafs. Seiner Brüder waren Abramo Marco (1919), Umberto (1921) und Guido (1924). Abramo Marco, Umberto und Guido wurden bereits zwischen März und April 1944 in Rom verhaftet. Gino als letzter der vier Brüder am 18. August 1944 in Venedig. Zuerst war Gino im Gefängnis von Venedig in Haft, dann wurde er nach Triest ins KZ Risiera di San Sabba gebracht. Von dort aus wurde er am 2. September 1944 mit dem Transport N. 37T nach Auschwitz deportiert, wo der Konvoi am 7. September ankam. Gino Aboaf überlebte die Schrecken der Konzentrationslager und wurde am 5. Mai 1945 aus Mauthausen befreit. Ein Jahr nach seiner Verhaftung, am 18. August 1945 konnte Gino Aboaf endlich nach Hause zurückkehren. Seine Brüder Guido, Umberto und Abramo Marco wurden im April 1945 aus Buchenwald befreit und konnten im September 1945 ebenfalls nach Hause zurückkehren. |
|              | HIER WOHNTE GIUDITTA ABOAF GEBOREN 1894 VERHAFTET 5.5.1944 DEPORTIERT AUSCHWITZ ERMORDET                                                           | Calle Orto · Cannaregio 1215 ·                     | Giuditta Rita Aboaf wurde am 8. Mai 1894 in Venedig geboren. Ihre Eltern waren Giacomo Aboaf and Augusta, geborene Pighin. Sie hatte zwei Geschwister: Schwester Regina und Bruder Achille. Sie war verheiratet mit Attilio Navarro, dieser starb 1934. Das Paar hatte drei Kinder: Amalia (geboren 1917), Achille (geboren 1921) und Lina (geboren 1926). Giuditta Aboaf und ihre drei Kinder wurden am 5. Mai 1944 festgenommen, kamen zuerst ins Gefängnis Santa Maria Maggiore und wurden am 30. Mai 1944 ins Durchgangslager Fossoli deportiert, von hier wurden sie am 26. Juni 1944 mit dem Transport Nr. 13 nach Auschwitz deportiert, wo sie am 30. Juni 1944 ankamen. In Auschwitz wurde Giuditta Rita Aboaf sofort in einer Gaskammer ermordet. Achille starb einige Monate nach seiner Mutter. Seine zwei Schwestern wurden am 31. Oktober 1944 ins KZ Bergen-Belsen überstellt, von hier wurden sie am 7. Februar nach Raguhn, einem Außenlager des KZ Buchenwalds, überstellt, wo sie in einer Flugzeugfabrik arbeiten mussten. Mitte April 1945 wurden sie auf Grund der heranrückenden alliierten Truppen nach Theresienstadt überführt. Hier wurden sie schließlich befreit. Lina heiratete 1950 Mario Saba, das Paar hatte eine Tochter. Lina starb 2000, ihre Schwester Amalia starb 2003. |
|              | HIER WOHNTE IDA ABOAF GEBOREN 1901 VERHAFTET 5.12.1943 DEPORTIERT AUSCHWITZ ERMORDET                                                               | Cannaregio 3958                                    | Ida Aboaf (1901–1944/45) |
|              | HIER WOHNTE SALOMONE ABOAF GEBOREN 1868 VERHAFTET 17.8.1944 DEPORTIERT AUSCHWITZ ERMORDET 9.7.1944                                                 | Calle del Ghetto Vecchio · Cannaregio 1223 ·       | Salomone Girolamo Aboaf wurde am 3. Mai 1868 in Venedig geboren. Seine Eltern waren Giacomo Aboaf und Stella, geborene Udine. Er hatte einen General Store im Ghetto. Er wurde am 17. August 1944 verhaftet und ins Konzentrationslager Risiera di San Sabba deportiert. Von hier wurde er am 2. September 1944 mit dem Transport 37T nach Auschwitz deportiert. Der Zug kam dort am 7. September 1944 an. Noch am Tag der Ankunft wurde er in einer Gaskammer ermordet. |
|              | HIER WOHNTE REGINA ABOLAFFIO GEBOREN 1870 VERHAFTET 17.8.1944 DEPORTIERT AUSCHWITZ ERMORDET                                                        | Campo del Ghetto Novo · Cannaregio 2874 ·          | Regina Abolaffio |
|              | HIER WOHNTE ADA ANCONA GEBOREN 1873 VERHAFTET 5.12.1943 DEPORTIERT AUSCHWITZ ERMORDET 26.2.1944                                                    | Campo del Ghetto Novo · Cannaregio 2874 ·          | Ada Ancona wurde am 8. Februar 1873 in Venedig geboren. Ihre Eltern waren Fortunata Sacerdoti und Angelo Ancona, außerdem hatte Ada eine ältere Schwester, Ida (1871). Am 5. Dezember 1943 wurde Ada in Venedig verhaftet und zuerst im städtischen Gefängnis, dann im Durchgangslager Fossoli festgehalten. Am 22. Februar 1944 wurde sie mit dem Transport N. 8 vom Lager Fossoli ins KZ Auschwitz deportiert. Bei der Ankunft des Transports am 26. Februar registrierte man Ada mit dem Buchstaben S und sie wurde sofort ermordet. |
|              | HIER WOHNTE IDA ANCONA GEBOREN 1871 VERHAFTET 17.8.1944 DEPORTIERT AUSCHWITZ ERMORDET 7.9.1944                                                     | Campo del Ghetto Novo · Cannaregio 2874 ·          | Ida Ancona wurde am 30. August 1871 in Venedig als erstes Kind des Paares Fortunata Sacerdoti und Angelo Ancona geboren. Ihre jüngere Schwester Ada war bereits im Dezember 1943 verhaftet und nach Auschwitz deportiert worden. Die Festnahme Idas folgte am 17. August 1944 in Venedig. Sie war im Lager Risiera di San Sabba in Triest in Haft und wurde am 2. September mit dem Transport N. 37T ins KZ Auschwitz deportiert. Bei der Ankunft des Transports am 7. September wurde Ida mit dem Buchstaben S registriert und sofort ermordet. |
|              | HIER WOHNTE ADELE ALMANSI VERHAFTET 5.12.1943 DEPORTIERT AUSCHWITZ ERMORDET 26.2.1944                                                              | Cannaregio 5400                                    | Adele Almansi (1877–1944) |
|              | HIER WOHNTE EDOARDO BASSANI GEBOREN 1876 VERHAFTET 5.12.1943 DEPORTIERT AUSCHWITZ ERMORDET 26.2.1944                                               | Campo del Ghetto Novo · Cannaregio 2874 ·          | Edoardo Bassani wurde am 16. April 1876 in Venedig geboren. Seine Eltern waren Leone Bassani und Elena Richetti. Er wurde Kaufmann und heiratete Giuditta Ascoli. Das Paar hatte zumindest einen Sohn, Bruno, und eine Tochter, Bianca, später verheiratete Bemporad. Am 5. Dezember 1943 wurden Bassani und sein Sohn von Italienern in Venedig verhaftet. Sie waren zuerst im Gefängnis der Stadt interniert und danach im Durchgangslager Fossoli. Am 22. Februar 1944 wurden er zusammen mit seinem Sohn mit dem Konvoi No. 8 vom Bahnhof in Carpi in das Vernichtungslager Auschwitz deportiert. Edoardo Bassani wurde unmittelbar nach der Ankunft am 26. Februar 1944 in einer Gaskammer ermordet. Sein Sohn überlebte die Selektion und wurde zur Zwangsarbeit eingeteilt. Er wurde mit der Nummer 174477 registriert und zur Zwangsarbeit in Monowitz eingeteilt, für die Buna-Werke der I.G. Farben. Nach nahezu einem Jahr wurde er in das KZ Buchenwald überstellt, wo er am 26. Januar 1945 ankam. Bruno Bassani kam dort ums Leben, zu einem unbekannten Zeitpunkt. |
|              | HIER WOHNTE BRUNO BASSO GEBOREN 1923 VERHAFTET 18.8.1944 DEPORTIERT AUSCHWITZ GESTORBEN 31.1.1945                                                  | Ghetto Vecchio Cannaregio 1135                     | Bruno Basso (1923–1945) |
|              | HIER WOHNTE RICCARDO BRANDES GEBOREN 1917 VERHAFTET 27.7.1944 DEPORTIERT AUSCHWITZ ERMORDET                                                        | Calle Ghetto Vecchio · Cannaregio 1150 ·           | Riccardo Brandes wurde am 5. März 1917 in Venedig geboren. Seine Eltern waren Giacomo Brandes und Alba, geborene Todesco. Er hatte vier Schwestern: Wanda, Amalia, Fausta und Carmen sowie einen Bruder - Marco. Carmen starb als kleines Kind. Riccardo Brandes wurde am 27. Juli 1944 in Padua verhaftet und kam hier in ein Gefängnis. dann wurde er ins Konzentrationslager Risiera di San Sabba deportiert. Von hier wurde er nach Auschwitz deportiert, wo Riccardo Brandes ermordet wurde. Seine Eltern und sein Bruder konnten die Shoah überleben. Riccardo Brandes Eltern waren nach Fiesso geflohen. Marco Brandes entkam aus dem Durchgangslager Fossoli und kehrte nach Venedig zurück, wo er sich bei einer katholischen Familie versteckte und sich dem Widerstand anschloss. |
|              | HIER WOHNTE MOISÈ CALIMANI GEBOREN 1870 VERHAFTET 17.8.1944 DEPORTIERT AUSCHWITZ ERMORDET 7.9.1944                                                 | Calle Ghetto Vecchio · Cannaregio 1146 ·           | Moisè Calimani wurde am 29. März 1870 in Venedig geboren. Er war der Sohn von Giacomo Calimari und Enrichetta, geborene Polacco. Er hatte eine Schwester namens Rita Lea. Er war Angestellter, verheiratet und hatte einen Sohn namens Bruno. Am 17. August 1944 wurde er in Venedig verhaftet und ins Konzentrationslager Risiera di San Sabba gebracht. Von hier wurde er am 2. September 1944 mit dem Transport 37T nach Auschwitz deportiert, der Zug kam am 7. September 1944 an. Moisè Calimani wurde in Auschwitz in einer Gaskammer ermordet. |
|              | HIER WOHNTE SUSANNA CALIMANI NACAMULLI GEBOREN1883 VERHAFTET 5.12.1943 DEPORTIERT AUSCHWITZ ERMORDET 26.2.1944                                     | Cannaregio 1150                                    | Susanna Calimani Nacamulli (1883–1943) |
|              | HIER WOHNTE GISELLA CAMPOS GEBOREN 1873 VERHAFTET 9.9.1944 DEPORTIERT AUSCHWITZ ERMORDET                                                           | Calle della Misericordia · Cannaregio 386 ·        | Gisella Campos wurde am 5. Januar 1873 in Split geboren. Ihre Eltern waren Raffaello Campos und Giulia, geborene Levi. Sie hatte vier Geschwister unter anderem den Bruder Emilio Campos. Sie war verheiratet mit Edoardo Usigli. Am 9. September 1944 wurde sie in Venedig festgenommen und ins Konzentrationslager Risiera di San Sabba gebracht. Von hier wurde sie nach Auschwitz deportiert, wo Gisella Campos im Alter von 71 Jahren in einer Gaskammer ermordet wurde. Ihr Ehemann Edoardo Usigli wurde bereits am 5. Dezember 1943 verhaftet und einige Monate vor Gisella Campos, am 26. Februar 1944, am Tag seiner Ankunft in Auschwitz, ermordet. |
|              | HIER WOHNTE CARLOTTA CANTONI JG. 1883 VERHAFTET 5.12.1943 DEPORTIERT AUSCHWITZ ERMORDET 26.2.1944                                                  | Cannaregio 2894                                    | Carlotta Cantoni (1883–1944) |
|              | HIER WOHNTE OSCAR CARLI GEBOREN 1919 VERHAFTET 9.9.1943 DEPORTIERT NEUENGAMME ERMORDET 29.1.1944                                                   | Calle Riello Cannaregio 413A                       | Oscar Carli (1919–1944) |
|              | HIER WOHNTE PIA CESANA MARIANI GEBOREN 1922 VERHAFTET 5.12.1943 DEPORTIERT AUSCHWITZ ERMORDET                                                      | Calle Maggiore · Cannaregio 1600 ·                 | Pia Cesana Mariani wurde am 17. Juli 1922 in Venedig geboren. Ihre Eltern waren Lina Calimani und Vittorio Cesana. Pia war verheiratet mit Enrico Mariani. Am 5. Dezember 1943 wurde Pia zusammen mit ihrem Ehemann und ihren Schwiegereltern Francesco Isacco Mariani und Bellina Melli in Venedig festgenommen. Sie war zu diesem Zeitpunkt hochschwanger mit ihrem ersten Kind. Während ihrer Haft im Gefängnis der Stadt gebar sie ihren Sohn Leo. Einige Wochen später wurde die junge Familie ins Durchgangslager Fossoli überstellt und von dort aus am 22. Februar 1944 mit dem Transport N. 8 nach Auschwitz deportiert. Bei der Ankunft im KZ Auschwitz wurden Pia und der neugeborene Leo, ebenso wie die Familie ihres Ehemannes sofort ermordet. Pias Ehemann Enrico Mariani starb etwa ein Jahr später bei einem der sog. Todesmärsche. |
|              | HIER WOHNTE ALBA CLERLE GEBOREN 1879 VERHAFTET 5.12.1943 DEPORTIERT AUSCHWITZ ERMORDET 26.2.1944                                                   | Calle del Ghetto Vecchio · Cannaregio 1223 ·       | Alba Clerle wurde am 6. September 1879 in Venedig geboren. Ihre Eltern waren Anselmo Clerle und Giovanna Giuseppina, geborene Fistarol. Sie hatte zwei Schwestern: Emila (geboren 1872) und Cesira Amelia (geboren 1876). Sie war verheiratet mit Attilio Grassini. Das Paar hatte eine Tochter und einen Sohn: Bruna Grassini (geboren 1904) und Raffaele Grassini (geboren 1906). Sie wurde am 8. Dezember 1943 zusammen mit ihren beiden Schwestern in Venedig verhaftet, ihr Ehemann und die zwei Kinder wurden bereits am 5. Dezember 1943 verhaftet. Die Familie kam zuerst in ein Gefängnis in Venedig und wurde von dort ins Durchgangslager Fossoli deportiert. Am 22. Februar 1944 wurde Alba zusammen mit ihrem Mann und ihren Kindern sowie ihren zwei Schwestern mit dem Transport 8 nach Auschwitz deportiert. Der Zug kam hier am 26. Februar 1944 an. Noch am Tag der Ankunft wurden Alba Clerle und ihr Mann in Auschwitz ermordet, auch ihre Kinder haben die Shoah nicht überlebt. Ihre zwei Schwestern wurden ebenfalls am 26. Februar 1944, am Tag der Ankunft in Auschwitz, ermordet. |
|              | HIER WOHNTE CESIRA CLERLE GEBOREN 1876 VERHAFTET 5.12.1943 DEPORTIERT AUSCHWITZ ERMORDET 26.2.1944                                                 | Calle del Ghetto Vecchio · Cannaregio 1223 ·       | Cesira Amelia Clerle wurde am 20. Juli 1876 in Venedig geboren. Ihre Eltern waren Anselmo Clerle und Giovanna Giuseppina, geborene Fistarol. Sie hatte zwei Schwestern: Emila (geboren 1872) und Alba (geboren 1879). Sie war verheiratet mit Leone Camerino. Sie wurde am 8. Dezember 1943 zusammen mit ihren beiden Schwestern in Venedig verhaftet, sie wurden zuerst ins Durchgangslager Fossoli deportiert und von dort mit dem Transport Nr. 8 am 22. Februar 1944 nach Auschwitz deportiert. Am 26. Februar 1944 kam der Deportationszug in Auschwitz an. Cesira Clerle wurde noch am Tag der Ankunft in Auschwitz ermordet. Auch Cesira Clerles Schwestern wurden am Tag der Ankunft in Auschwitz ermordet. Cesira und Leone Camerino müssen zumindest ein Kind gehabt haben, die Meldung an Yad Vashem erfolgte durch eine Enkelin. |
|              | HIER WOHNTE GUSTAVO CORINALDI GEBOREN 1881 VERHAFTET 5.12.1943 DEPORTIERT AUSCHWITZ ERMORDET 26.2.1944                                             | Corte del Tagiapiera · Cannaregio 1771 ·           | Gustavo Corinaldi wurde am 6. März 1881 in Scandiano in der Provinz Reggio Emilia geboren. Er war der Sohn Rosa und Benedetto Corinaldis. Gustavo Corinaldi lebte in Venedig, wo er für die Assicurazioni Generali arbeitete. Gustavo wurde häufig Professor genannt, weil er als sehr belesen galt und Bücher liebte und sammelte. Außerdem besaß er eine Lehrbefähigung für weiterbildende Schulen - diese Tätigkeit übte er allerdings zeit seines Lebens nie aus. Nach Einführung der Italienischen Rassengesetze 1938 war Gustavo Corinaldi verfrüht von der Versicherungsgesellschaft Assicurazioni Generali zwangspensioniert worden. Wenige Tage vor den Massenfestnahmen der venezianischen Juden im Dezember 1943 kam ein Freund Corinaldis, Giuseppe Turcato, ins bereits mit Stacheldraht abgeriegelte jüdische Ghetto Venedigs. Er hatte bereits von den geplanten Verhaftungen gehört und wollte Gustavo Corinaldi warnen. Er hatte sogar einen Passierschein für seinen Freund organisiert, der es ihm ermöglichen sollte, Corinaldi aus dem Ghetto zu befreien und ihn vor der Verhaftung zu bewahren. Als Turcato ihm alles erzählte und ihm die Möglichkeit bot, das jüdische Ghetto mit ihm gemeinsam zu verlassen, lehnte Gustavo Corinaldi allerdings dankend ab. Er war zu diesem Zeitpunkt mit einigen seiner Cousins zusammen, die ebenso wie er selbst, zwischen 60 und 70 Jahre alt waren und wollte seine Verwandten nicht alleine zurücklassen. Also verließ Giuseppe Turcato das jüdische Ghetto wieder allein. Wenige Tage später, am 5. Dezember 1943, wurde Gustavo Corinaldi dann in Venedig von der italienischen Polizei festgenommen und war daraufhin im Gefängnis der Stadt in Haft. Später wurde er ins Durchgangslager Fossoli gebracht, von wo aus er am 22. Februar 1944 mit dem Transport N. 8 ins KZ Auschwitz deportiert wurde. Bei seiner Ankunft in Auschwitz am 26. Februar wurde Gustavo Corinaldi mit dem Buchstaben S registriert und sofort ermordet. Der am 28. Januar 2019 neu verlegte Stolperstein ersetzt den ursprünglichen von 2018, der von Unbekannten gestohlen wurde. |
|              | HIER WOHNTE ROSITA CORINALDI GEBOREN 1901 VERHAFTET 14.12.1943 DEPORTIERT AUSCHWITZ ERMORDET 26.2.1944                                             | Campiello S. Maria Nova · Cannaregio 5999 ·        | Rosita Corinaldi wurde am 2. November 1901 in Scandiano geboren. Sie war die einzige Tochter von Salomone Corinaldi und Elena, geborene Fano. Sie war verheiratet mit Mario Dina. Das Paar hatte zwei Söhne und zwei Töchter: Guido (geboren 1929), Giorgia (geboren 1933), Anna (geboren 1936) und Leone (geboren 1942). Ihr Ehemann und ihre Kinder wurden am 5. Dezember 1943 verhaftet. Rosita Corinaldi wurde am 14. Dezember 1943 verhaftet. Die Familie wurde von einem Gefängnis in Venedig ins Durchgangslager Fossoli deportiert. Am 22. Februar 1944 wurde die gesamte Familie mit dem Transport 8 nach Auschwitz deportiert, der Deportationszug kam hier am 26. Februar an. Rosita Corinaldi und drei ihrer Kinder (Giorgia, Anna und Leone) wurden sofort in einer Gaskammer ermordet. Nach ihrem Tod wurden auch ihre Mutter und zwei ihrer Brüder verhaftet, nach Auschwitz deportiert und am 6. August 1944 in einer Gaskammer ermordet. Rosita Corinaldis Ehemann Mario Dina wurde am 30. November 1944 in Auschwitz ermordet, ihr Sohn Guido überlebte die Shoah ebenso nicht. |
|              | HIER WOHNTE ADELE DINA GEBOREN 1890 VERHAFTET 6.12.1943 DEPORTIERT AUSCHWITZ GESTORBEN TODESTAG UNBEKANNT                                          | Fondamenta dei Mori · Cannaregio 3399 ·            | Adele Dina wurde am 26. Juni 1890 in Venedig geboren. Sie war die Tochter von Leone Dina und Giuseppina, geborene Polaccota. Sie hatte eine Schwester namens Ida (geboren 1897) und war verheiratet mit Marco Tedesco. Das Paar hatte einen Sohn, Alberto Leone Tedesco (geboren 1930). Sie wurde am 5. Dezember 1943 zusammen mit ihrem Mann und ihrem Sohn in Venedig verhaftet. Die Familie wurde von einem Gefängnis in Venedig ins Durchgangslager Fossoli deportiert. Am 22. Februar 1944 wurden sie mit dem Transport 8 nach Auschwitz deportiert, der Deportationszug kam hier am 26. Februar an. Adele Dina, Ihr Mann und ihr Sohn haben die Shoah nicht überlebt. Ihre Schwester Ida wurde am selben Tag verhaftet, mit demselben Transport nach Auschwitz deportiert und hat die Shoah nicht überlebt. |
|              | HIER WOHNTE ANNA DINA GEBOREN 1936 VERHAFTET 5.12.1943 DEPORTIERT AUSCHWITZ ERMORDET 26.2.1944                                                     | Campiello S. Maria Nova · Cannaregio 5999 ·        | Anna Dina wurde am 8. Februar 1936 in Venedig geboren. Ihre Eltern waren Mario Dina und Rosita, geborene Corinaldi. Sie hatte 3 Geschwister: Guido (geboren 1929), Giorgia (geboren 1933) und Leone (geboren 1942). Die gesamte Familie wurde im Dezember verhaftet (Anna und ihr Vater und ihre Geschwister am 5. Dezember, ihre Mutter am 14. Dezember). Die Familie wurde von einem Gefängnis in Venedig ins Durchgangslager Fossoli deportiert. Am 22. Februar 1944 wurde die gesamte Familie mit dem Transport 8 nach Auschwitz deportiert, der Deportationszug kam hier am 26. Februar an. Anna Dina, ihre Mutter und zwei ihrer Geschwister (Giorgia und Leone) wurden sofort in einer Gaskammer ermordet. Ihr Vater wurde am 30. November ermordet, ihr Bruder Guido und ihre Großmutter Elena Fano Corinaldi überlebten die Shoah ebenso nicht. |
|              | HIER WOHNTE GIORGIA DINA GEBOREN 1933 VERHAFTET 5.12.1943 DEPORTIERT AUSCHWITZ ERMORDET 26.2.1944                                                  | Campiello S. Maria Nova · Cannaregio 5999 ·        | Giorgia Dina wurde am 25. Mai 1933 in Venedig geboren. Ihre Eltern waren Mario Dina und Rosita, geborene Corinaldi. Sie hatte drei Geschwister: Guido (geboren 1929), Anna (geboren 1936) und Leone (geboren 1942). Die gesamte Familie wurde im Dezember verhaftet (Giorgia und ihr Vater und ihre Geschwister am 5. Dezember, ihre Mutter am 14. Dezember). Die Familie wurde von einem Gefängnis in Venedig ins Durchgangslager Fossoli deportiert. Am 22. Februar 1944 wurde die gesamte Familie mit dem Transport 8 nach Auschwitz deportiert, der Deportationszug kam hier am 26. Februar an. Giorgia Dina, ihre Mutter und zwei ihrer Geschwister (Anna und Leone) wurden sofort in einer Gaskammer ermordet. Ihr Vater wurde am 30. November ermordet, ihr Bruder Guido und ihre Großmutter Elena Fano Corinaldi überlebten die Shoah ebenso nicht. |
|              | HIER WOHNTE GUIDO DINA GEBOREN 1929 VERHAFTET 5.12.1943 DEPORTIERT AUSCHWITZ ERMORDET                                                              | Campiello S. Maria Nova · Cannaregio 5999 ·        | Guido Dina wurde am 21. Dezember 1929 in Venedig geboren. Seine Eltern waren Mario Dina und Rosita, geborene Corinaldi. Er hatte drei Geschwister: Giorgia (geboren 1933), Anna (geboren 1936) und Bruder Leone (geboren 1942). Die gesamte Familie wurde im Dezember verhaftet (Guido und sein Vater und seine Geschwister am 5. Dezember, seine Mutter am 14. Dezember). Die Familie wurde von einem Gefängnis in Venedig ins Durchgangslager Fossoli deportiert. Am 22. Februar 1944 wurde die gesamte Familie mit dem Transport 8 nach Auschwitz deportiert, der Deportationszug kam hier am 26. Februar an. Seine Mutter und drei seiner Geschwister (Giorgia, Anna und Leone) wurden sofort in einer Gaskammer ermordet. Guido Dina überlebte die Shoah auch nicht, die Umstände seines Todes sind nicht bekannt. Sein Vater wurde am 30. November ermordet, seine Großmutter Elena Fano Corinaldi überlebte die Shoah auch nicht. |
|              | HIER WOHNTE LEONE DINA GEBOREN 1942 VERHAFTET 5.12.1943 DEPORTIERT AUSCHWITZ ERMORDET 26.2.1944                                                    | Campiello S. Maria Nova · Cannaregio 5999 ·        | Leone Dina wurde am 19. Oktober 1942 in Venedig geboren. Seine Eltern waren Mario Dina und Rosita, geborene Corinaldi. Er hatte drei ältere Geschwister: Anna (geboren 1936), Giorgia (geboren 1933) und Bruder Guido (geboren 1929). Die gesamte Familie wurde im Dezember verhaftet (Leone und sein Vater und seine Geschwister am 5. Dezember, seine Mutter am 14. Dezember). Die Familie wurde von einem Gefängnis in Venedig ins Durchgangslager Fossoli deportiert. Am 22. Februar 1944 wurde die gesamte Familie mit dem Transport 8 nach Auschwitz deportiert, der Deportationszug kam hier am 26. Februar an. Leone Dina, seine Mutter und zwei seiner Geschwister (Giorgia und Anna) wurden sofort in einer Gaskammer ermordet. Sein Vater wurde am 30. November ermordet, sein Bruder Guido und seine Großmutter Elena Fano Corinaldi überlebten die Shoah ebenso nicht. |
|              | HIER WOHNTE MARIO DINA GEBOREN 1894 VERHAFTET 5.12.1943 DEPORTIERT AUSCHWITZ ERMORDET                                                              | Campiello S. Maria Nova · Cannaregio 5999 ·        | Mario Dina wurde am 15. März 1894 in Venedig geboren. Seine Eltern waren Leone Dina und Allegra, geborene Polacco. Er war verheiratet mit Rosita Corinaldi. Das Parr hatte zwei Söhne und zwei Töchter: Guido (geboren 1929), Giorgia (geboren 1933), Anna (geboren 1936) und Leone (geboren 1942). Er wurde am 5. Dezember 1943 zusammen mit seinen Kindern verhaftet. Seine Frau wurde neun Tage später, am 14. Dezember, verhaftet. Die Familie wurde von einem Gefängnis in Venedig ins Durchgangslager Fossoli deportiert. Am 22. Februar 1944 wurde die gesamte Familie mit dem Transport 8 nach Auschwitz deportiert, der Deportationszug kam hier am 26. Februar an. Mario Dinas Frau und drei seiner Kinder (Giorgia, Anna und Leone) wurden noch am Tag der Ankunft in einer Gaskammer ermordet. Auch sein Sohn Guido hat die Shoah nicht überlebt, die Umstände seines Todes sind nicht bekannt. Mario Dina wurde am 30. November 1943 ermordet. Auch seine Schwester Adele (geboren 1890) und Ida (geboren 1897), deren Ehemänner und Kinder wurden in Auschwitz ermordet. |
|              | HIER WOHNTE BENEDETTA DINA POLACCO GEBOREN 1869 VERHAFTET 4.9.1944 DEPORTIERT AUSCHWITZ ERMORDET                                                   | Calle delle Procuratie Cannaregio 262              | Benedetta Dina Polacco (1869–1944/45) |
|              | HIER WOHNTE CLEMENTINA FANO GEBOREN 1890 VERHAFTET 5.12.1943 DEPORTIERT AUSCHWITZ GESTORBEN 28.2.1945                                              | Campiello de le Scuole Cannaregio 1150             | Clementina Fano (1890–1945) |
|              | HIER WOHNTE ELENA FANO CORINALDI GEBOREN 1868 VERHAFTET 5.6.1944 DEPORTIERT AUSCHWITZ ERMORDET 6.8.1944                                            | Campiello S. Maria Nova · Cannaregio 5999 ·        | Elena Fano Corinaldi wurde am 18. August 1868 in Venedig geboren. Ihre Eltern waren Emanuele Fano und Eva, geborene Forti. Sie hatte zwei jüngere Brüder: Giuseppe (geboren 1870) und Giulio (geboren 1874). Sie war verheiratet mit Salomone Corinaldi. Das Paar hatte mindestens ein Kind - Tochter Rosita (geboren 1901). Elena Fano Corinaldi und ihre Brüder wurden am 5. Juni 1944 verhaftet. Zum Zeitpunkt ihrer Verhaftung waren ihre Tochter und mindestens drei ihrer Enkelkinder (Giorgia, Anna und Leone) bereits in Auschwitz vergast worden. Die Geschwister wurden von einem Gefängnis in Venedig ins Durchgangslager Fossoli deportiert. Am 2. August 1944 wurden Elena Fano Corinaldi und ihre Brüder mit dem Transport Nr. 14 nach Auschwitz deportiert. Am 6. August 1944 kam der Transport in Auschwitz an, noch am selben Tag wurde Elena Fano Corinaldi in einer Gaskammer ermordet. Beide Brüder wurden ebenfalls am 6. August 1944 in Auschwitz ermordet, ebenso in Auschwitz wurde ihr Schwiegersohn Mario Dina ermordet, ihr Enkel Guido Dina hat die Shoah auch nicht überlebt. |
|              | HIER WOHNTE ANNINA FOÀ MELLI GEBOREN 1863 VERHAFTET 17.8.1944 DEPORTIERT AUSCHWITZ ERMORDET 7.9.1944                                               | Calle Ghetto Vecchio · Cannaregio 1232 ·           | Annina Foà Melli, Tochter von Girolamo Foà und Enrichetta Silva, wurde am 15. Juni 1863 in Venedig geboren. Sie war mit Luciano Melli verheiratet und hatte fünf Kinder mit ihm: Amalia, Abramo, Enrichetta, Bellina und Ada. Ihre Tochter Bellina, deren Ehemann und die vier Kinder Ada, Elena, Luciano und Enrico waren bereits im Dezember 1943 verhaftet und im Februar 1944 nach Auschwitz deportiert worden. Am 17. August 1944 wurde schließlich auch Annina in Venedig von Deutschen und Italienern verhaftet und im KZ Risiera di San Sabba in Trieste gefangengehalten, bis sie am 2. September 1944 mit dem Transport N. 37T ins Konzentrationslager Auschwitz deportiert wurde. Direkt nach ihrer Ankunft am 7. September 1944 wurde sie mit dem Buchstaben S registriert und sie wurde sofort ermordet. |
|              | HIER WOHNTE SAMUELE LEONE FOÀ GEBOREN 1888 VERHAFTET 5.12.1943 DEPORTIERT AUSCHWITZ ERMORDET                                                       | Corte Scala Matta Cannaregio 1180                  | Samuele Leone Foà (1888–1944/45) |
|              | HIER WOHNTE REGINA FINZI GEBOREN 1861 VERHAFTET 17.8.1944 DEPORTIERT AUSCHWITZ ERMORDET 7.9.1944                                                   | Campo del Ghetto Novo Cannaregio 2874              | Regina Finzi (1861–1944) |
|              | HIER WOHNTE ANNA FORTI GEBOREN 1865 VERHAFTET 17.8.1944 DEPORTIERT AUSCHWITZ ERMORDET 7.9.1944                                                     | Campo del Ghetto Novo Cannaregio 2874              | Anna Forti (1865–1944) |
|              | HIER WOHNTE ANSELMO GIUSEPPE FORTI GEBOREN 1863 VERHAFTET 17.8.1944 DEPORTIERT AUSCHWITZ ERMORDET 7.9.1944                                         | Campo del Ghetto Novo Cannaregio 2874              | Anselmo Giuseppe Forti (1863–1944) |
|              | HIER WOHNTE GIUDITTA FORTI GEBOREN 1870 VERHAFTET 17.8.1944 DEPORTIERT AUSCHWITZ ERMORDET 7.9.1944                                                 | Campo del Ghetto Novo Cannaregio 2874              | Giuditta Forti (1870–1944) |
|              | HIER WOHNTE EUGENIA FRANCO PITTERI GEBOREN 1882 VERHAFTET 5.12.1943 DEPORTIERT AUSCHWITZ ERMORDET 26.2.1944                                        | Cannaregio 1180                                    | Eugenia Franco Pitteri (1882–1943) |
|              | HIER WOHNTE ANGELO GRASSINI GEBOREN 1933 VERHAFTET 5.12.1943 DEPORTIERT AUSCHWITZ ERMORDET 26.2.1944                                               | Cannaregio 2607B                                   | Angelo Grassini (1933–1944) |
|              | HIER WOHNTE ATTILIO GRASSINI GEBOREN 1879 VERHAFTET 5.12.1943 DEPORTIERT AUSCHWITZ ERMORDET 26.2.1944                                              | Calle del Ghetto Vecchio · Cannaregio 1223 ·       | Attilio Grassini wurde am 30. Juli 1879 in Venedig als Sohn von Giuseppe Grassini und Anna Nacamulli geboren. Attilio war mit Alba Clerle verheiratet und hatte zwei Kinder mit ihr: Bruna (geb. 1904) und Raffaele (geb. 1906). Attilio war Kaufmann und lebte in Venedig, wo er am 5. Dezember 1943 von der italienischen Polizei verhaftet wurde. Auch sein Sohn Raffaele, seine Tochter Bruna und deren Familie wurden am selben Tag verhaftet. Seine Frau Anna erst ein paar Tage später. Grassini wurde für einige Wochen im venezianischen Gefängnis festgehalten. Ausgehend vom Durchgangslager Fossoli wurde er am 22. Februar 1944 mit dem Transport N. 8 nach Auschwitz deportiert, wo er nach seiner Ankunft am 26. Februar mit dem Buchstaben S registriert und sofort ermordet wurde. Auch seine Ehefrau, die beiden Kinder und seine Enkelkinder überlebten die Shoah nicht. |
|              | HIER WOHNTE BRUNA GRASSINI GEBOREN 1904 VERHAFTET 5.12.1943 DEPORTIERT AUSCHWITZ GESTORBEN TODESTAG UNBEKANNT                                      | Calle Ghetto Vecchio · Cannaregio 1156 ·           | Bruna Grassini, Tochter von Attilio Grassini und Alba Clerle, wurde am 26. November 1904 in Venedig geboren. Mit ihrem Ehemann Ugo Beniamino Levi hatte sie sieben Kinder: Mario, Leonella, Alda Silvana, Lina, Vittorina, Aldo und Angelo. Gemeinsam mit ihrer Familie wurde sie am 5. Dezember 1943 in Venedig von Italienern verhaftet und im dortigen Gefängnis festgehalten. Am 22. Februar 1944 wurde sie ausgehend vom Durchgangslager Fossoli mit dem Transport N. 8 ins KZ Auschwitz deportiert, wo sie am 26. Februar ankam. Das Datum und der Ort ihrer Ermordung sind unbekannt. Kein Mitglied der Familie Bruna und Ugo Levi überlebte die Shoah. |
|              | HIER WOHNTE MIRNA GRASSINI GEBOREN 1938 VERHAFTET 5.12.1943 DEPORTIERT AUSCHWITZ ERMORDET 26.2.1944                                                | Cannaregio 2607B                                   | Mirna Grassini (1938–1944) |
|              | HIER WOHNTE RAFFAELE GRASSINI GEBOREN 1906 VERHAFTET 5.12.1943 DEPORTIERT AUSCHWITZ GESTORBEN 24.2.1945                                            | Cannaregio 2607B                                   | Raffaele Grassini (1906–1945) |
|              | HIER WOHNTE ANNA JARACH JG. 1874 VERHAFTET 8.10.1944 INTERNIERT RISIERA DI SAN SABBA ERMORDET                                                      | Cannaregio 1215                                    | Anna Jarach (1874–1944/45) |
|              | HIER WOHNTE MARCO JARACH GEBOREN 1877 VERHAFTET 5.12.1943 DEPORTIERT AUSCHWITZ ERMORDET 26.2.1944                                                  | Campiello Lionpardo Cannaregio 1950                | Marco Jarach (1877–1944) |
|              | HIER WOHNTE ANNA JARACH CESANA GEBOREN 1881 VERHAFTET 6.10.1944 DEPORTIERT AUSCHWITZ ERMORDET BEI IHRER ANKUNFT                                    | Calle Emo · Cannaregio 1543 ·                      | Anna Jarach Cesana wurde am 28. Januar 1881 in Venedig als Tochter von Aronne Jarach und Evina Grego geboren. Sie war verheiratet mit Umberto Cesana und das Paar hatte eine Tochter, Rita. Am 6. Oktober 1944 wurde Anna Jarach Cesana in Venedig von der deutschen und italienischen Polizei verhaftet und im dortigen Ospedale Civile festgehalten. Anschließend wurde sie nach Triest ins KZ Risiera di San Sabba überführt. Am 18. Oktober 1944 wurde Anna mit dem Transport N. 39T Richtung Auschwitz deportiert. Am Tag ihrer Ankunft im KZ Auschwitz, dem 23. Oktober 1944, registrierte man sie mit dem Buchstaben S und Anna Jarach Cesana wurde noch am selben Tag ermordet. Über ihren Ehemann Umberto und ihre Tochter Rita ist nichts bekannt. |
|              | HIER WOHNTE ANNA JONA GEBOREN 1855 VERHAFTET 5.12.1943 DEPORTIERT AUSCHWITZ ERMORDET 26.2.1944                                                     | Cannaregio 4441                                    | Anna Jona (1855–1944) |
|              | HIER WOHNTE GIUSEPPE JONA GEBOREN 1866 SUCHTE ZUFLUCHT IM TOD 17.9.1943                                                                            | Calle Fontana · Cannaregio 3826 ·                  | Giuseppe Jona wurde am 22. Oktober 1866 als Sohn Moshe Jonas in Venedig geboren. Er studierte Medizin in Padua und arbeitete nach Abschluss seines Studiums im Ospedale Civile, dem Krankenhaus Venedigs. Giuseppe Jona wurde oft als medico dei poveri, als Arzt der Armen, bezeichnet und war sehr angesehen und beliebt. Bis zum Jahr 1938 war Giuseppe Jona am Ateneo Veneto Mitglied und als freier Dozent tätig gewesen. Nachdem die Italienischen Rassengesetze im Jahr 1938 eingeführt worden waren, mussten er und alle anderen Juden, die immerhin 15 % der Mitglieder ausmachten, dem Ateneo Veneto fernbleiben. Ab Juni 1940 war er das Oberhaupt der Comunità Israelitica di Venezia, der jüdischen Gemeinde Venedigs. Nach dem 8. September 1943 forderten die faschistischen Behörden eine Auflistung aller Mitglieder der jüdischen Gemeinde der Stadt Venedig von ihm. Daraufhin warnte Giuseppe Jona seine Glaubensbrüder und -schwestern und riet ihnen eindringlich dazu, sich schnellstens in Sicherheit zu bringen. Um die angeforderte Liste nicht den Faschisten aushändigen zu müssen, verbrannte Giuseppe Jona alle Dokumente, die die Namen und Adressen seiner jüdischen Gemeinde enthielten und setzte seinem Leben am 17. September 1943 selbst ein Ende. Erst nach Ende des Krieges konnte Giuseppe Jona angemessen beigesetzt und seine ehrenvolle Tat gewürdigt werden. |
|              | HIER WOHNTE DAVIDE DE LEON GEBOREN 1876 VERHAFTET 5.12.1943 DEPORTIERT AUSCHWITZ ERMORDET 26.2.1944                                                | Campo del Ghetto Novo · Cannaregio 2874 ·          | Davide De Leon (1876–1944) |
|              | HIER WOHNTE ROSA DE LEON GEBOREN 1878 VERHAFTET 5.12.1943 DEPORTIERT AUSCHWITZ ERMORDET 26.2.1944                                                  | Campo del Ghetto Novo · Cannaregio 2874 ·          | Rosa De Leon (1878–1944) |
|              | HIER WOHNTE ANGELO LEVI GEBOREN 1931 VERHAFTET 5.12.1943 DEPORTIERT AUSCHWITZ ERMORDET 26.2.1944                                                   | Calle Ghetto Vecchio · Cannaregio 1156 ·           | Angelo Levi wurde am 11. Dezember 1931 in Venedig geboren. Seine Eltern waren das Paar Bruna Grassini und Ugo Beniamino Levi. Am 5. Dezember 1943 wurde der knapp 12-jährige Angelo gemeinsam mit seinen Geschwistern und seinen Eltern von Italienern verhaftet und wochenlang im Gefängnis von Venedig festgehalten. Am 22. Februar 1944 wurde die Familie vom Durchgangslager Fossoli mit dem Transport N. 8 ins KZ Auschwitz gebracht, wo der Junge nach seiner Ankunft am 26. Februar mit dem Buchstaben S immatrikuliert und sofort ermordet wurde. |
|              | HIER WOHNTE LEONELLA LEVI GEBOREN 1934 VERHAFTET 5.12.1943 DEPORTIERT AUSCHWITZ ERMORDET 26.2.1944                                                 | Calle Ghetto Vecchio · Cannaregio 1156 ·           | Leonella Levi wurde am 5. März 1934 in Venedig geboren. Ihre Eltern waren Bruna Grassini und Ugo Beniamino Levi. Gemeinsam mit ihren Eltern und Geschwistern wurde sie am 5. Dezember 1943 in Venedig von Italienern verhaftet und ins dortige Gefängnis gebracht. Die Familie war dort in Haft, bis sie am 22. Februar 1944 vom Durchgangslager Fossoli mit dem Transport N. 8 ins Konzentrationslager Auschwitz gebracht wurde. Wie auch ihre Geschwister Angelo, Lina und Mario wurde Leonella bei ihrer Ankunft am 26. Februar mit der Matrikelnummer S registriert und sofort ermordet. |
|              | HIER WOHNTE LINA LEVI GEBOREN 1937 VERHAFTET 5.12.1943 DEPORTIERT AUSCHWITZ ERMORDET 26.2.1944                                                     | Calle Ghetto Vecchio · Cannaregio 1156 ·           | Lina Levi, geboren am 24. November 1937 in Venedig, war die jüngste Tochter des Paares Bruna Grassini und Ugo Beniamino Levi. Gemeinsam mit den Mitgliedern ihrer Familie wurde sie am 5. Dezember 1943 in Venedig von der italienischen Polizei verhaftet und wochenlang im Gefängnis festgehalten. Am 22. Februar 1944 wurde die Familie mit dem Transport N. 8 vom Durchgangslager Fossoli ins KZ Auschwitz gebracht. Nach ihrer Ankunft im Konzentrationslager am 26. Februar wurde Lina, ebenso wie ihre Geschwister Angelo, Mario und Leonella, mit der Matrikelnummer S registriert und noch am gleichen Tag ermordet. |
|              | HIER WOHNTE MARIA ESTER ANNA LEVI MUGGIA GEBOREN 1884 VERHAFTET 5.12.1943 DEPORTIERT AUSCHWITZ ERMORDET 26.2.1944                                  | Fondamenta S. Giobbe · Cannaregio 506 ·            | Maria Ester Anna Levi Muggia wurde am 8. Juni 1884 in Treviso als Tochter des Paares Giuseppina Coen und Perfetto Levi geboren. Sie war verheiratet mit Giuseppe Muggia und hatte zwei Kinder mit ihm: Giulio (1907) und Franca (1909). Zusammen mit ihrer Tochter und ihrem Ehemann wurde Maria Ester Anna Levi am 5. Dezember 1943 in Venedig verhaftet. Daraufhin wurde die Familie zuerst im Gefängnis der Stadt, dann im Durchgangslager Fossoli festgehalten. Am 22. Februar 1944 wurden sie mit dem Transport N. 8 ins KZ Auschwitz deportiert. Bei ihrer Ankunft in Auschwitz am 26. Februar wurde Maria Ester Anna Levi Muggia mit dem Buchstaben S registriert und sofort ermordet. |
|              | HIER WOHNTE MARIO LEVI GEBOREN 1940 VERHAFTET 5.12.1943 DEPORTIERT AUSCHWITZ ERMORDET 26.2.1944                                                    | Calle Ghetto Vecchio · Cannaregio 1156 ·           | Mario Levi, Sohn von Bruna Grassini und Ugo Beniamino Levi, wurde am 4. Februar 1940 in Venedig geboren. Gemeinsam mit den Mitgliedern seiner Familie wurde Mario am 5. Dezember 1943 in Venedig von der italienischen Polizei verhaftet und verbrachte seinen vierten Geburtstag im Gefängnis der Stadt. Am 22. Februar 1944 wurde die Familie mit dem Transport N. 8 vom Durchgangslager Fossoli ins KZ Auschwitz gebracht. Nach der Ankunft der Familie Levi im Konzentrationslager am 26. Februar wurde der erst 4-Jährige mit der Matrikelnummer S registriert und noch am selben Tag ermordet. |
|              | HIER WOHNTE SILVANA ALDA LEVI GEBOREN 1928 VERHAFTET 5.12.1943 DEPORTIERT AUSCHWITZ ERMORDET 7.2.1945 BERGEN-BELSEN                                | Calle Ghetto Vecchio · Cannaregio 1156 ·           | Silvana Alda Levi erblickte am 11. Januar 1928 in Venedig als zweite Tochter von Bruna Grassini und Ugo Beniamino Levi das Licht der Welt. Zusammen mit ihren Eltern und Geschwistern wurde sie am 5. Dezember 1943 in Venedig verhaftet. Nach wochenlanger Haft im Gefängnis der Stadt wurde die Familie am 22. Februar 1944 ausgehend vom Durchgangslager Fossoli mit dem Transport N. 8 ins KZ Auschwitz deportiert, wo sie am 26. Februar ankam. Im Gegensatz zu ihren jüngeren Geschwistern Angelo, Mario, Leonella und Lina wurde Silvana Alda nicht direkt nach ihrer Ankunft in Auschwitz ermordet, sondern etwa ein Jahr später, am 7. Februar 1945 im KZ Bergen-Belsen. |
|              | HIER WOHNTE UGO BENIAMINO LEVI GEBOREN 1897 VERHAFTET 5.12.1943 DEPORTIERT AUSCHWITZ GESTORBEN TODESTAG UNBEKANNT                                  | Calle Ghetto Vecchio · Cannaregio 1156 ·           | Ugo Beniamino Levi, Sohn von Aronne Levi und Carolina Pesaro, wurde am 3. Juli 1897 in Venedig geboren. Er war verheiratet mit Bruna Grassini und sie hatten sieben Kinder. Am 5. Dezember 1943 wurde Ugo Beniamino gemeinsam mit seinen Kindern und seiner Ehefrau Bruna von Italienern in Venedig verhaftet und nach wochenlanger Haft im städtischen Gefängnis vom Durchgangslager Fossoli ausgehend mit dem Transport N. 8 ins Konzentrationslager Auschwitz deportiert. Es ist nicht dokumentiert, was nach der Ankunft der Familie in Auschwitz am 26. Februar mit Ugo Beniamino geschah. Ort und Datum seiner Ermordung sind unbekannt. Weder er, noch seine Kinder oder seine Ehefrau Bruna überlebten die Shoah. |
|              | HIER WOHNTE ANGELO LIMENTANI JG. 1888 VERHAFTET 5.12.1943 DEPORTIERT AUSCHWITZ ERMORDET                                                            | Cannaregio 2874                                    | Angelo Limentani (1888–1943/45) |
|              | HIER WOHNTE EUGENIA LOEWENTHAL JG. 1880 VERHAFTET 5.12.1943 DEPORTIERT AUSCHWITZ ERMORDET 26.2.1944                                                | Cannaregio 2874                                    | Eugenia Loewenthal (1880–1944) |
|              | HIER WOHNTE LIDIA LOPES PEGNA GEBOREN 1919 DEPORTIERT AUSCHWITZ ERMORDET                                                                           | Cannaregio 1062                                    | Lidia Lopes Pegna (1919–1944/45) |
|              | HIER WOHNTE ADA ELENA MARIANI GEBOREN 1927 VERHAFTET 5.12.1943 DEPORTIERT AUSCHWITZ ERMORDET 26.2.1944                                             | Rio Terà de la Madalena · Cannaregio 2337 ·        | Ada Elena Mariani erblickte am 6. Juni 1927 in Venedig das Licht der Welt. Sie war das jüngste der vier Kinder von Francesco Isacco Mariani und Bellina Melli (ihrerseits Tochter von Annina Foà Melli). Am 5. Dezember 1943 wurde Ada gemeinsam mit ihren Eltern und ihren Geschwistern Elena, Enrico und Luciano in Venedig verhaftet und im dortigen Gefängnis festgehalten. Am 22. Februar 1944 wurde die Familie mit dem Transport N. 8 vom Durchgangslager Fossoli ins KZ Auschwitz deportiert. Ebenso wie ihre Schwester Elena wurde die erst 16-jährige Ada bei ihrer Ankunft im KZ am 26. Februar 1944 mit dem Buchstaben S registriert und sofort ermordet. |
|              | HIER WOHNTE ELENA MARIANI GEBOREN 1920 VERHAFTET 5.12.1943 DEPORTIERT AUSCHWITZ ERMORDET 26.2.1944                                                 | Rio Terà de la Madalena · Cannaregio 2337 ·        | Elena Mariani wurde am 6. März 1920 in Venedig als Tochter von Francesco Isacco Mariani und Bellina Melli geboren. Am 5. Dezember 1943 wurde Elena gemeinsam mit ihren Eltern und ihren Geschwistern in Venedig von Italienern verhaftet und wochenlang im städtischen Gefängnis festgehalten. Am 22. Februar 1944 wurde Elena mit ihrer Familie mit dem Transport N. 8 vom Durchgangslager Fossoli ins KZ Auschwitz deportiert. Bei ihrer Ankunft im KZ am 26. Februar 1944 wurden Elena und ihre Schwester Ada mit dem Buchstaben S registriert und sofort ermordet. |
|              | HIER WOHNTE ENRICO MARIANI GEBOREN 1912 VERHAFTET 5.12.1943 DEPORTIERT AUSCHWITZ ERMORDET 18.1.1945                                                | Rio Terà de la Madalena · Cannaregio 2337 ·        | Enrico Mariani wurde am 9. Juni 1912 in Venedig geboren. Seine Eltern waren Francesco Isacco Mariani und Bellina Melli. Enrico war verheiratet mit Pia Cesana. Am 5. Dezember 1943 wurde Enrico Mariani von Italienern in Venedig verhaftet, ebenso wie seine Eltern, seine Geschwister und seine hochschwangere Frau Pia. Gemeinsam mit seiner Familie war er im Gefängnis der Stadt in Haft. Seine Frau Pia gebar in Gefangenschaft am 18. Dezember 1943 ihren gemeinsamen Sohn Leo. Am 22. Februar 1944 wurden Enrico und seine Familie vom Durchgangslager Fossoli mit dem Transport N. 8 ins Konzentrationslager Auschwitz deportiert. Nach seiner Ankunft am 26. Februar wurde Enrico mit der Matrikelnummer 174531 registriert. Seine Schwestern, seine Eltern, seine Frau und sein neugeborener Sohn wurden direkt nach ihrer Ankunft ermordet. Enrico und sein Bruder Luciano wurden vorerst am Leben gelassen und im KZ Auschwitz festgehalten. Enrico wurde etwa ein Jahr später, am 18. Januar 1945, bei der Räumung von Auschwitz, einem der sog. Todesmärsche, ermordet. Sein Bruder Luciano überlebte die Shoah als einziges Familienmitglied. |
|              | HIER WOHNTE FRANCESCO ISACCO MARIANI GEBOREN 1888 VERHAFTET 5.12.1943 DEPORTIERT AUSCHWITZ ERMORDET 26.2.1944                                      | Rio Terà de la Madalena · Cannaregio 2337 ·        | Francesco Isacco Mariani wurde am 14. Juli 1888 in Venedig geboren. Seine Eltern waren Zaira Forti und Enrico Mariani. Mit seiner Ehefrau Bellina Melli (Tochter von Annina Foà Melli) hatte Francesco vier Kinder: Luciano, Ada, Elena und Enrico. Gemeinsam mit seiner Frau, seinen Kindern und der Ehefrau seines Sohnes Enrico wurde Francesco Mariani am 5. Dezember 1943 in Venedig von der italienischen Polizei verhaftet und im städtischen Gefängnis festgehalten. Nach wochenlanger Haft, während der sein Enkelsohn Leo auf die Welt kam, wurde die Familie am 22. Februar 1944 vom Durchgangslager Fossoli ins KZ Auschwitz deportiert. Nach ihrer Ankunft am 26. Februar wurden Francesco Isacco, seine Ehefrau, seine beiden Töchter, seine Schwiegertochter und sein neugeborener Enkelsohn mit dem Buchstaben S registriert und sofort ermordet. Sein Sohn Enrico wurde ein Jahr später in Auschwitz ermordet. Francesco Isaccos Sohn Luciano Mariani überlebte die Shoah als einziges Mitglied der Familie. |
|              | HIER WOHNTE LEO MARIANI GEBOREN 1943 VERHAFTET 18.12.1943 DEPORTIERT AUSCHWITZ ERMORDET 26.2.1944                                                  | Calle Maggiore · Cannaregio 1600 ·                 | Leo Mariani wurde am 18. Dezember 1943 in Gefangenschaft in Venedig geboren. Seine Eltern Pia Cesana und Enrico Mariani waren am 5. Dezember 1943 in Venedig festgenommen worden und befanden sich zum Zeitpunkt seiner Geburt in Gefangenschaft im Gefängnis der Stadt. Nach kurzer Zeit wurde der neugeborene Leo mit seinen Eltern, Großeltern (Francesco Isacco Mariani und Bellina Melli), Tanten (Ada und Elena) und seinem Onkel (Luciano) ins Durchgangslager Fossoli gebracht und am 22. Februar 1944 ins KZ Auschwitz deportiert. Nach seiner Ankunft wurden Leo und die anderen Familienmitglieder, bis auf seinen Vater und Onkel, sofort ermordet. Sein Vater Enrico start etwa ein Jahr später, im Januar 1945. Sein Onkel Luciano überlebte die Shoah als einziges Familienmitglied. |
|              | HIER WOHNTE LUCIANO MARIANI GEBOREN 1913 VERHAFTET 5.12.1943 DEPORTIERT AUSCHWITZ BEFREIT                                                          | Cannaregio 1062                                    | Luciano Mariani (1913-) |
|              | HIER WOHNTE ABRAMO MELLI GEBOREN 1902 VERHAFTET 5.12.1943 DEPORTIERT AUSCHWITZ ERMORDET                                                            | Fondamenta Cannaregio Cannaregio 996               | Abramo Melli (1902–1944/45) |
|              | HIER WOHNTE ADA MELLI GEBOREN 1899 VERHAFTET 5.12.1943 DEPORTIERT AUSCHWITZ ERMORDET                                                               | Fondamenta Cannaregio Cannaregio 996               | Ada Melli (1899–1944/45) |
|              | HIER WOHNTE AMALIA MELLI GEBOREN 1894 VERHAFTET 5.12.1943 DEPORTIERT AUSCHWITZ ERMORDET                                                            | Fondamenta Cannaregio Cannaregio 996               | Amalia Melli (1894–1944/45) |
|              | HIER WOHNTE BELLINA MELLI GEBOREN 1887 VERHAFTET 5.12.1943 DEPORTIERT AUSCHWITZ ERMORDET 26.2.1944                                                 | Rio Terà de la Madalena · Cannaregio 2337 ·        | Bellina Melli (1887–1944) |
|              | HIER WOHNTE ENRICHETTA MELLI GEBOREN 1890 VERHAFTET 5.12.1943 DEPORTIERT AUSCHWITZ ERMORDET                                                        | Fondamenta Cannaregio Cannaregio 996               | Enrichetta Melli (1890–1944/45) |
|              | HIER WOHNTE BARTOLOMEO MELONI GEBOREN 1900 POLITISCHER HÄFTLING 4.10.1943 DEPORTIERT DACHAU GESTORBEN 9.7.1944                                     | Campo SS. Apostoli · Cannaregio 4470 ·             | Bartolomeo Meloni, geboren 1900, war Generalinspektor der italienischen Eisenbahn. Unmittelbar nach dem italienischen Kriegsaustritt am 8. September 1943 und der folgenden deutschen Besetzung schloss er sich dem venezianischen Widerstandskommando (CLN) an. Nach nur wenigen Wochen des Widerstands wurde er am 4. Oktober 1943 von der deutschen SS verhaftet und im Gefängnis Santa Maria Maggiore inhaftiert verhört. Es folgte die Deportation über Verona ins KZ Dachau, wo er starb. Dem Widerstand der Eisenbahner, darunter auch Meloni, ist auch eine Gedenksäule am Gleis 8 des Bahnhofs von Venedig gewidmet. Der ihm gewidmete Stolperstein war der erste in Venedig. |
|              | HIER WOHNTE COSTANZA MISANO GEBOREN 1906 VERHAFTET 5.5.1944 DEPORTIERT AUSCHWITZ ERMORDET                                                          | Calle de l’Orto Cannaregio 1215                    | Costanza Misano (1906–1944/45) |
|              | HIER WOHNTE GIUSEPPE MODENA GEBOREN 1898 POLITISCHER HÄFTLING 18.1.1944 DEPORTIERT MAUTHAUSEN ERMORDET 13.1.1945                                   | Campo della Maddalena · Cannaregio 2115 ·          | Giuseppe Modena wurde 1898 geboren. Er war Katholik und druckte Schriften für den Widerstand. Er wurde am 18. Januar 1944 nach Mauthausen deportiert. Giuseppe Modena wurde dort am 13. Januar 1945 ermordet. |
|              | HIER WOHNTE FRANCA MUGGIA GEBOREN 1909 VERHAFTET 5.12.1943 DEPORTIERT AUSCHWITZ ERMORDET                                                           | Fondamenta S. Giobbe · Cannaregio 506 ·            | Franca Muggia wurde am 15. April 1909 in Venedig als Tochter des Paares Maria Ester Anna Levi und Giuseppe Muggia geboren. Am 5. Dezember 1943 wurde Franca zusammen mit ihren Eltern in Venedig verhaftet und daraufhin zuerst im Gefängnis der Stadt, dann im Durchgangslager Fossoli festgehalten. Am 22. Februar 1944 wurde die Familie mit dem Transport N. 8 ins KZ Auschwitz deportiert. Die Matrikelnummer, die ihr bei der Ankunft zugeteilt wurde, ist nicht bekannt. Franca Muggia überlebte die Shoah nicht. Das Datum und der Ort ihres Todes sind unbekannt. |
|              | HIER WOHNTE GIUSEPPE MUGGIA GEBOREN 1877 VERHAFTET 5.12.1943 DEPORTIERT AUSCHWITZ ERMORDET 26.2.1944                                               | Fondamenta S. Giobbe · Cannaregio 506 ·            | Giuseppe Muggia wurde am 25. April 1877 in Busseto, in der Provinz Parma geboren. Seine Eltern waren Cesira Basola und Emilio Muggia. Giuseppe war verheiratet mit Maria Ester Anna Levi und hatte zwei Kinder mit ihr: Giulio (1907) und Franca (1909). Zusammen mit seiner Tochter und seiner Ehefrau wurde er am 5. Dezember 1943 in Venedig verhaftet. Daraufhin wurde die Familie zuerst im Gefängnis der Stadt, dann im Durchgangslager Fossoli festgehalten. Am 22. Februar 1944 wurden sie mit dem Transport N. 8 ins KZ Auschwitz deportiert. Bei seiner Ankunft in Auschwitz am 26. Februar wurde Giuseppe Muggia mit dem Buchstaben S registriert und sofort ermordet. |
|              | HIER WOHNTE ELENA NACAMULLI GEBOREN 1916 VERHAFTET 5.12.1943 DEPORTIERT AUSCHWITZ ERMORDET                                                         | Campiello de le Scuole Cannaregio 1150             | Elena Nacamulli (1916–1944/45) |
|              | HIER WOHNTE GINA NACAMULLI GEBOREN 1935 VERHAFTET 5.5.1944 DEPORTIERT AUSCHWITZ ERMORDET 30.6.1944                                                 | Calle de l’Orto Cannaregio 1215                    | Gina Nacamulli (1935–1944) |
|              | HIER WOHNTE MARA NACAMULLI GEBOREN 1941 VERHAFTET 5.12.1943 DEPORTIERT AUSCHWITZ ERMORDET                                                          | Campiello de le Scuole Cannaregio 1150             | Mara Nacamulli (1941–1944/45) |
|              | HIER WOHNTE UMBERTO NACAMULLI GEBOREN 1944 VERHAFTET 5.5.1944 DEPORTIERT AUSCHWITZ ERMORDET 30.6.1944                                              | Calle de l’Orto Cannaregio 1215                    | Umberto Nacamulli (1944–1944) |
|              | HIER WOHNTE VITTORIO NACAMULLI GEBOREN 1908 VERHAFTET 5.5.1944 DEPORTIERT AUSCHWITZ ERMORDET 31.8.1944                                             | Calle de l’Orto Cannaregio 1215                    | Vittorio Nacamulli (1908–1944) |
|              | HIER WOHNTE ACHILLE NAVARRO GEBOREN 1921 VERHAFTET 5.5.1944 DEPORTIERT AUSCHWITZ ERMORDET                                                          | Calle Orto · Cannaregio 1215 ·                     | Achille Navarro, Sohn von Attilio Navarro und Giuditta Rita Aboaf, wurde am 19. Juli 1921 in Venedig geboren. Er hatte zwei Schwestern, Amalia (1917) und Lina (1926), und einen Bruder, Bruno (1916). Der Vater Attilio starb 1934 an einer schweren Krankheit. Während der deutschen Besetzung Venedigs blieben Amalia, Lina und Achille mit ihrer Mutter in der Stadt, während Bruno in einem Kloster in Rom Unterschlupf fand. Am 5. Mai 1944 wurden Achille, seine Mutter und Schwestern in Venedig von deutschen Beamten verhaftet und im städtischen Gefängnis Santa Maria Maggiore festgehalten. Am 30. Mai wurden sie ins Durchgangslager Fossoli überstellt, von wo aus sie am 26. Juni mit dem Transport N. 13 ins KZ Auschwitz deportiert wurden. Bei ihrer Ankunft am 30. Juni wurde Achilles Mutter Giuditta sofort in einer der Gaskammern ermordet. Einige Monate später, am 31. Oktober 1944, wurde auch Achille Navarro in Auschwitz ermordet. Seine Schwestern Lina und Amalia überlebten und wurden im Mai 1945 befreit. |
|              | HIER WOHNTE AMALIA NAVARRO GEBOREN 1917 VERHAFTET 5.5.1944 DEPORTIERT AUSCHWITZ THERESIENSTADT BEFREIT                                             | Calle Orto · Cannaregio 1215 ·                     | Amalia Navarro wurde am 27. September 1917 als Tochter von Attilio Navarro und Giuditta Rita Aboaf in Venedig geboren. Am 5. Mai 1944 wurde sie gemeinsam mit ihrer Mutter und ihren Geschwistern Achille und Lina in Venedig von Deutschen verhaftet und im dortigen Gefängnis festgehalten. Am 30. Mai wurde die Familie ins Durchgangslager Fossoli überstellt, wo sie bis zum 26. Juni blieb. Daraufhin wurde sie mit dem Transport N. 13 nach Auschwitz deportiert. Bei ihrer Ankunft am 30. Juni registrierte man Amalia mit der Matrikelnummer A-8483. Auch ihre Schwester Lina und ihr Bruder Achille wurden ins Lager aufgenommen. Ihre Mutter wurde sofort ermordet, Achille einige Monate später, Ende Oktober 1944. Am 31. Oktober 1944 wurden Amalia und Lina ins KZ Bergen-Belsen gebracht, wo sie ca. 2,5 Monate blieben. Am 7. Februar 1945 überstellte man die Schwestern nach Raguhn, wo sich ein Außenlager des KZ Buchenwalds befand. Dort arbeiteten sie wie hunderte andere weibliche Häftlinge in einer Flugzeugfabrik. Als die Alliierten Mitte April immer näherrückten wurden Amalia und Lina nach Theresienstadt gebracht. Zum Zeitpunkt ihrer Ankunft am 9. Mai 1945 war Theresienstadt bereits befreit und stand unter der Leitung des Roten Kreuzes. Die Schwestern waren somit ebenfalls frei. Nach einigen Monaten des Aufenthalts in der „Casa d’Italia“ in Prag und in einem Sammellager in Wiener Neustadt konnten die Schwestern nach dem Umweg über Ungarn und Österreich endlich nach Hause zurückkehren. Am 20. August 1945 kehrten sie nach Venedig zurück und konnten wieder in ihr Geburtshaus ziehen. Amalia fand Arbeit in einer Firma, Lina in einem Hotel. 2004 starb Amalia vier Jahre nach ihrer Schwester Lina. |
|              | HIER WOHNTE LINA NAVARRO GEBOREN 1926 VERHAFTET 5.5.1944 DEPORTIERT AUSCHWITZ THERESIENSTADT BEFREIT                                               | Calle Orto · Cannaregio 1215 ·                     | Lina Navarro wurde am 7. Februar 1926 als letztes von drei Kindern des Paares Attilio Navarro und Giuditta Rita Aboaf in Venedig geboren. Gemeinsam mit ihrer Mutter Giuditta und ihren Geschwistern Amalia und Achille wurde Lina am 5. Mai 1944 verhaftet und im Gefängnis Santa Maria Maggiore in Venedig festgehalten. Am 30. Mai wurde die Familie ins Durchgangslager Fossoli überstellt, wo sie einige Wochen in Haft waren. Am 26. Juni 1944 wurden die Geschwister zusammen mit ihrer Mutter mit dem Transport N. 13 nach Auschwitz deportiert. Bei ihrer Ankunft am 30. Juni wurde Lina mit der Matrikelnummer A-8484 registriert. Auch Achille und Amalia wurden ins Lager aufgenommen, während ihre Mutter Giuditta sofort ermordet wurde. Zusammen mit ihrer Schwester Amalia wurde Lina am 31. Oktober 1944 nach Bergen-Belsen überführt. Dort blieben sie, bis sie am 7. Februar 1945 nach Raguhn gebracht wurden, wo sie in einem Außenlager Buchenwalds mit hunderten anderen weiblichen Gefangenen in einer Flugzeugfabrik arbeiten mussten. Beim Näherrücken der Alliierten Mitte April wurden die Schwestern nach Theresienstadt überführt, was zu diesem Zeitpunkt bereits unter der Leitung des Roten Kreuzes stand. Die Schwestern wurden dort bei ihrer Ankunft am 9. Mai 1945 befreit. Nach einigen Monaten des Aufenthalts in der „Casa d’Italia“ in Prag und einem Sammellager in Wiener Neustadt konnten die Schwestern nach dem Umweg über Ungarn und Österreich endlich nach Hause zurückkehren. Am 20. August 1945 kehrten sie nach Venedig zurück und konnten zurück in ihr Geburtshaus ziehen. Lina fand Arbeit als Gardarobenangestellte in einem Hotel. 1950 heiratete sie Mario Saba und die beiden hatten eine Tochter. Lina Navarro starb im Jahr 2000, ihre Schwester Amalia 2004. |
|              | HIER WOHNTE REGINA ALLEGRINA NAVARRO GEBOREN 1885 VERHAFTET 5.12.1943 DEPORTIERT AUSCHWITZ ERMORDET                                                | Corte del’Ogio Cannaregio 2198                     | Regina Allegrina Navarro (1885–1943/45) |
|              | HIER WOHNTE ADOLFO OTTOLENGHI GEBOREN 1885 VERHAFTET 17.8.1944 DEPORTIERT AUSCHWITZ TODESTAG UNBEKANNT                                             | Strada Nova · Cannaregio 2346b ·                   | Adolfo Ottolenghi wurde am 30. Juli 1885 in Livorno geboren. Seine Eltern waren Amalia Ventura und Abramo Ottolenghi. Er war verheiratet mit Regina Tedeschi und hatte zwei Söhne mit ihr: Carlo und Eugenio. Im Jahr 1907 schloss Adolfo Ottolenghi gleichzeitig die Ausbildung am rabbinischen Kolleg in Livorno und sein Studium der Rechtswissenschaften an der Universität Pisa ab. 1911 wurde er zum Rabbiner der Stadt Venedig ernannt. Ein Jahr später übernahm er außerdem die Stellung des Sekretärs der Fraterna Generale di Culto e Beneficienza Venedigs. Ottolenghi war Rabbi von 1911 bis 1919. Vom 18. Mai 1919 bis zu seinem Tode war Adolfo Ottolenghi der Oberrabbiner der Stadt. Er leitete die Gemeinde voller Hingabe, hegte und pflegte die wichtigsten Institutionen. Abgesehen vom Glauben beschäftigte sich Adolfo Ottolenghi mit der Organisation von Wohltätigkeitsveranstaltungen und der Ausbildung von Jugendlichen. Außerdem widmet er sich intensiv dem Studium der Geschichte von Venedigs Juden und interessierte sich für die Person Leone da Modenas. Als im November 1943 die Massendeportationen der jüdischen Gemeinde in Venedig begann, floh Regina Ottolenghi nach Treviso, der jüngste Sohn des Paares, Eugenio, wurde in Genua in Sicherheit gebracht. Adolfo Ottolenghi war mit einem Teil seiner Gemeinde nach Como verschleppt worden und wurde im Dezember 1943 nach Fossoli überstellt. Die älteren Insassen (über 70 Jahre), darunter Adolfo Ottolenghi, durften daraufhin nach Venedig zurückkehren, wo sie in der Casa di ricovero israelitica festgehalten wurden. Adolfo Ottolenghi wurde schließlich am 17. August 1944 verhaftet und ins Lager San Sabba in Triest gebracht. Nach wenigen Wochen Haft in Triest wurde er am 2. September mit dem Transport N. 37T nach Auschwitz deportiert, wo er am 7. September ankam. Das genaue Datum der Ermordung von Adolfo Ottolenghi ist unbekannt. |
|              | HIER WOHNTE GIORGIO OTTOLENGHI GEBOREN 1869 VERHAFTET 6.12.1943 DEPORTIERT AUSCHWITZ ERMORDET                                                      | Cannaregio 2006 ·                                  | Giacomo Giorgio Ottolenghi wurde am 28. Februar 1869 in Venedig geboren. Seine Eltern waren Sara Jesi und Lazzaro Ottolenghi. Er war verheiratet mit Emilia Clerle. Zum Zeitpunkt seiner Verhaftung gibt es verschiedene Angaben. Giacomo Giorgio Ottolenghi wurde vom NS-Regime ermordet. |
|              | HIER WOHNTE ELVIRA PARDO JG. 1883 VERHAFTET 5.12.1943 DEPORTIERT AUSCHWITZ ERMORDET 26.2.1944                                                      | Cannaregio 2897                                    | Elvira Pardo (1883–1944) |
|              | HIER WOHNTE ACHILLE PERLMUTTER GEBOREN 1924 VERHAFTET 5.12.1943 DEPORTIERT AUSCHWITZ ERMORDET 26.2.1944                                            | Cannaregio 3958                                    | Achille Perlmutter (1924–1944) |
|              | HIER WOHNTE BRUNO PERLMUTTER GEBOREN 1935 VERHAFTET 5.12.1943 DEPORTIERT AUSCHWITZ ERMORDET 26.2.1944                                              | Cannaregio 3958                                    | Bruno Perlmutter (1935–1944) |
|              | HIER WOHNTE BRUNO PERLMUTTER GEBOREN 1899 VERHAFTET 13.12.1943 DEPORTIERT AUSCHWITZ ERMORDET                                                       | Cannaregio 3958                                    | Gilmo Perlmutter (1899–1944/45) |
|              | HIER WOHNTE GIACOMO POLACCO JG. 1883 VERHAFTET 5.12.1943 DEPORTIERT AUSCHWITZ ERMORDET 26.2.1944                                                   | Cannaregio 4228                                    | Giacomo Polacco (1883–1944) |
|              | HIER WOHNTE MOSÉ POLACCO JG. 1921 VERHAFTET 3.12.1943 DEPORTIERT AUSCHWITZ ERMORDET 31.3.1944                                                      | Cannaregio 4228                                    | Mosè Polacco (1921–1944) |
|              | HIER WOHNTE REGINA POLACCO JG. 1910 VERHAFTET 3.12.1943 DEPORTIERT AUSCHWITZ ERMORDET 30.9.1944                                                    | Cannaregio 4228                                    | Regina Polacco (1910–1944) |
|              | HIER WOHNTE ELOISA RAVÀ GEBOREN 1878 VERHAFTET 5.12.1943 DEPORTIERT AUSCHWITZ ERMORDET 26.2.1944                                                   | Campiello de le Scuole Cannaregio 1150             | Eloisa Ravà (1878–1944) |
|              | HIER WOHNTE MARCO RIETTI GEBOREN 1880 VERHAFTET 11.11.1943 DEPORTIERT AUSCHWITZ ERMORDET 26.2.1944                                                 | Corte Morosini Cannaregio 5822                     | Marco Rietti (1880–1944) |
|              | HIER WOHNTE ELSA ROMANELLI GEBOREN 1889 VERHAFTET 5.12.1943 DEPORTIERT AUSCHWITZ ERMORDET                                                          | Calle larga Giacinto Gallina · Cannaregio 5401/a · | Elsa Romanelli wurde am 12. Oktober 1889 in Venedig geboren.* Sie war die Tochter von Elena Cuzzi und Alessandro Romanelli. Am 5. Dezember 1943 wurde Elsa zusammen mit ihrer Schwester von Italienern in Venedig verhaftet und wurde daraufhin im Gefängnis der Stadt festgehalten. Dann wurde sie ins Durchgangslager Fossoli überstellt und am 22. Februar 1944 mit dem Transport N. 8 ins KZ Auschwitz deportiert. Es sind keine genauen Informationen darüber bekannt, was nach ihrer Ankunft im Lager am 26. Februar passierte, nur, dass sie die Shoah nicht überlebte. Elsa Romanellis Todestag und -ort sind unbekannt. (*) Anmerkung: diverse Quellen geben das Jahr 1899 als ihr Geburtsjahr an. |
|              | HIER WOHNTE RAFFAELLA ROMANELLI GEBOREN 1897 VERHAFTET 5.12.1943 DEPORTIERT AUSCHWITZ ERMORDET                                                     | Calle larga Giacinto Gallina · Cannaregio 5401/a · | Raffaella Romanelli wurde am 6. Dezember 1897 in Venedig geboren. Ihre Eltern waren Elena Cuzzi und Alessandro Romanelli. Einen Tag vor ihrem 46. Geburtstag, am 5. Dezember 1943, wurde Raffaella mit ihrer Schwester Elsa in Venedig von Italienern verhaftet. Nach wochenlanger Haft im Gefängnis der Stadt wurden die Schwestern ins Durchgangslager Fossoli überstellt und am 22. Februar 1944 von dort aus mit dem Transport N. 8 nach Auschwitz deportiert, wo sie am 26. Februar ankamen. Raffaella wurde im Zuge der Shoah ermordet. Ihr genauer Todestag und -ort sind unbekannt. |
|              | HIER WOHNTE EUGENIO SARAVAL GEBOREN 1898 VERHAFTET 30.10.1944 DEPORTIERT RAVENSBRÜCK ERMORDET                                                      | Campiello Santa Maria Nova · Cannaregio 6042 ·     | Eugenio Saraval wurde am 25. September 1898 in Mailand geboren. Er war der Sohn von Elisa Errera und Benedetto Saraval. Seine Ehefrau war Rosa Sartori. Am 30. Oktober 1944 wurde Eugenio in Venedig festgenommen und war im städtischen Gefängnis in Haft. Anschließend wurde er nach Triest ins KZ Risiera di San Sabba gebracht und am 28. November mit dem Transport N. 41T ins KZ Ravensbrück deportiert. Das Datum seiner Ankunft im KZ Ravensbrück, sowie das seiner Ermordung sind nicht bekannt. |
|              | HIER WOHNTE EMMA SARAVALLE GEBOREN 1865 VERHAFTET 31.10.1943 DEPORTIERT RAVENSBRÜCK ERMORDET                                                       | Fondamenta San Felice Cannaregio 3605              | Emma Saravalle (1865–1943/45) |
|              | HIER WOHNTE ADELAIDE SCARAMELLA MESSULAM GEBOREN 1906 VERHAFTET 5.12.1943 DEPORTIERT AUSCHWITZ ERMORDET                                            | Campo San Marziale Cannaregio 2491                 | Adelaide Scaramella Messulam (1906–1944/45) |
|              | HIER WOHNTE ANNA SCARAMELLA MESSULAM GEBOREN 1935 DEPORTIERT AUSCHWITZ ERMORDET 10.4.1944                                                          | Campo San Marziale Cannaregio 2491                 | Anna Scaramella Messulam (1935–1944) |
|              | HIER WOHNTE ROSETTA SCARAMELLA MESSULAM GEBOREN 1938 DEPORTIERT AUSCHWITZ ERMORDET 10.4.1944                                                       | Campo San Marziale Cannaregio 2491                 | Rosetta Scaramella Messulam (1938–1944) |
|              | HIER WOHNTE PAOLA SONINO JG. 1915 VERHAFTET 29.1.1944 DEPORTIERT AUSCHWITZ ERMORDET                                                                | Cannaregio 2278                                    | Paola Sonino (1915–1944/45) |
|              | HIER WOHNTE RENZO SORATO JG. 1920 GEFANGEN GENOMMEN 9.9.1944 DEPORTIERT PRZEMYSL ERMORDET 25.4.1945 WÄHREND DES TRANSPORTS IN DER TSCHECHOSLOWAKEI | Cannaregio 4927                                    | Renzo Sorato (1920–45) |
|              | HIER WOHNTE ALBERTO LEONE TODESCO GEBOREN 1930 VERHAFTET 6.12.1943 DEPORTIERT AUSCHWITZ GESTORBEN TODESTAG UNBEKANNT                               | Fondamenta dei Mori · Cannaregio 3399/a ·          | Alberto Leone Todesco, Sohn von Adele Dina und Marco Todesco, wurde am 22. Oktober 1930 in Venedig geboren. Am 5. Dezember 1943 wurde der 13-jährige Alberto zusammen mit seinen Eltern von Italienern in Venedig verhaftet. Er wurde zuerst im Gefängnis der Stadt, dann im Durchgangslager Fossoli festgehalten. Am 22. Februar 1944 wurden er und seine Eltern mit dem Transport N. 8 ins KZ Auschwitz deportiert. Alberto Leone Todesco und seine Eltern überlebten die Shoah nicht. Datum und Ort seines Todes sind unbekannt. |
|              | HIER WOHNTE MARCO TODESCO GEBOREN 1891 VERHAFTET 6.12.1943 DEPORTIERT AUSCHWITZ GESTORBEN TODESTAG UNBEKANNT                                       | Fondamenta dei Mori · Cannaregio 3399/a ·          | Marco Todesco wurde am 11. November 1891 in Venedig geboren. Er war der Sohn von Allegra Ottolenghi und Alberto Todesco. Marco war mir Adele Dina verheiratet und hatte einen Sohn mit ihr, Alberto Leone. Am 5. Dezember 1943 wurde Marco zusammen mit seiner Ehefrau und seinem Sohn von Italienern festgenommen und war zuerst im Gefängnis von Venedig und dann im Durchgangslager Fossoli in Haft. Am 22. Februar 1944 wurde die Familie mit dem Transport N. 8 nach Auschwitz deportiert, wo sie am 26. Februar ankam. Ebenso wie seine Ehefrau und sein Sohn wurde auch Marco Todesco ermordet. Datum und Ort seines Todes sind nicht bekannt. |
|              | HIER WOHNTE EDOARDO USIGLI GEBOREN 1876 VERHAFTET 5.12.1943 DEPORTIERT AUSCHWITZ ERMORDET 26.2.1944                                                | Calle della Misericordia · Cannaregio 386 ·        | Edoardo Usigli, genannt Sacagnao, wurde am 28. August 1876 in Venedig geboren. Er war der Sohn von Leone Usigli und verheiratet mit Gisella Campos. Am 5. Dezember 1943 wurde Edoardo Usigli von Italienern in Venedig festgenommen. Nach wochenlanger Haft im Gefängnis der Stadt und dem Durchgangslager Fossoli wurde er am 22. Februar 1944 mit dem Transport N. 8 nach Auschwitz deportiert. Bei seiner Ankunft am 26. Februar wurde Edoardo mit dem Buchstaben S registriert und sofort ermordet. |
|              | HIER WOHNTE ANGIOLINA VIVANTE GEBOREN 1878 VERHAFTET 5.12.1943 DEPORTIERT AUSCHWITZ ERMORDET 26.2.1944                                             | Cannaregio 4441                                    | Angiolina Vivante (1878–1944) |
|              | 17. AUGUST 1944 AUS DIESEM HAUS WURDEN 21 ALTE BEWOHNER DEPORTIERT UND IN DEN LAGERN DER NAZIS ERMORDET                                            | Campo di Ghetto Nuovo ·                            | Am Campo di Ghetto Nuovo befand sich die Casa Israelitica di Riposo, ein jüdisches Altersheim. Von dort wurden 21 ältere Damen und Herren, alle über 70, am 17. August 1944 in Haft genommen, deportiert und vom NS-Regime ermordet. Heute erinnern ein Stolperstein und Reliefs des litauischen Bildhauers Arbit Blatas an die Opfer. |

#### Castello
Im Sestiere Castello wurden siebzehn Stolpersteine an neun Adressen verlegt.
| Stolperstein | Übersetzung | Verlegeort                               | Name, Leben |
| ------------ | --- | ---------------------------------------- | --- |
|              | HIER WOHNTE RITA ANCONA JG. 1926 VERHAFTET 3.10.1944 DEPORTIERT RAVENSBRÜCK BEFREIT RETZOW-RECHLIN                   | Castello 5659                            | Rita Ancona (1926–) |
|              | HIER WOHNTE REGINA BRANDES JG. 1909 VERHAFTET 13.10.1944 DEPORTIERT RAVENSBRÜCK BEFREIT                              | Castello 4238                            | Regina Brandes (1909–) |
|              | HIER WOHNTE GIANNA CAVALIERI GEBOREN 1888 VERHAFTET 15.2.1944 DEPORTIERT RAVENSBRÜCK ERMORDET                        | Calle Scaletta · Castello 6039 ·         | Gianna Cavalieri wurde am 6. Oktober 1888 in Ferrara geboren. Ihre Eltern waren Pesaro Bice Ercole Cavalieri und sie hatte eine Schwester, Giuseppina. Gianna war verheiratet mit Girolamo Vivante. Am 15. Februar 1944 wurde Gianna in Venedig von Italienern festgenommen und war im städtischen Gefängnis in Haft. Später wurde sie ins Lager Risiera di San Sabba in Triest gebracht. Am 28. November 1944 wurde Gianna mit dem Transport N. 41T ins KZ Ravensbrück deportiert. Das Datum ihrer Ankunft ist unbekannt. Gianna wurde in Ravensbrück ermordet. |
|              | HIER WOHNTE ADELE COEN JG. 1881 VERHAFTET 5.12.1943 DEPORTIERT AUSCHWITZ ERMORDET 26.2.1944                          | Castello 6664/a                          | Adele Coen (1881–1944) |
|              | HIER WOHNTE ALICE COEN JG. 1873 VERHAFTET 5.12.1943 DEPORTIERT AUSCHWITZ ERMORDET 26.2.1944                          | Castello 6664/a                          | Alice Coen (1873–1944) |
|              | HIER WOHNTE AUGUSTO COEN PORTO JG. 1869 VERHAFTET 5.12.1943 DEPORTIERT AUSCHWITZ ERMORDET 26.2.1944                  | Castello 5117                            | Augusto Coen Porto (1869–1944) |
|              | HIER WOHNTE AUGUSTO COEN PORTO GEBOREN 1869 VERHAFTET 5.12.1943 DEPORTIERT AUSCHWITZ ERMORDET 26.2.1944              | Calle Larga S. Lorenzo · Castello 5117 · | Augusto Coen Porto wurde am 8. Juli 1869 in Venedig geboren. Er war der Sohn des Paares Aristea Colorni und Mosè Coen Porto und hatte zwei Geschwister: Vittorio (1866) und Amelia (1873). Augusto Coen Porto war verheiratet mit Rosalia Luzzatto. Am 2. Februar 1944 wurde Augusto zusammen mit seinem Bruder Vittorio und seiner Ehefrau Rosalia in Venedig festgenommen. Daraufhin waren sie alle zusammen im städtischen Gefängnis in Haft. Kurze Zeit später wurden sie ins Durchgangslager Fossoli gebracht. Augusto, seine Frau Rosalia und seine Schwester Amelia (verhaftet am 5. Dezember 1943) wurden am 22. Februar mit dem Transport N. 8 vom Durchgangslager Fossoli nach Auschwitz deportiert. Bei ihrer Ankunft im Konzentrationslager am 26. Februar wurden sie alle drei mit dem Buchstaben S registriert und sofort ermordet.             |
|              | HIER WOHNTE ARRIGO JESURUM GEBOREN 1886 VERHAFTET 4.11.1944 DEPORTIERT RAVENSBRÜCK ERMORDET                          | Castello 6222                            | Arrigo Jesurum |
|              | HIER WOHNTE JOLE JESURUM GEBOREN 1926 VERHAFTET 7.11.1944 DEPORTIERT RAVENSBRÜCK ERMORDET 1.5.1945                   | Calle Cicogna · Castello 6222 ·          | Jole Jesurum wurde am 15. August 1926 in Venedig geboren. Ihre Eltern waren Elvira Starita und Arrigo Giuseppe Jesurum. Am 7. November 1944 wurden die Schwestern Jole und Marisa in Pianiga, in der Metropolitanstadt Venedig verhaftet und daraufhin im Gefängnis von Venedig festgehalten. Nach wenigen Wochen wurden sie nach Triest ins KZ Risiera di San Sabba gebracht und am 28. November von dort aus mit dem Transport N. 41T ins KZ Ravensbrück deportiert. Jole Jesurum wurde wenige Wochen später, am 1. Januar 1945 im KZ Bergen-Belsen ermordet. |
|              | HIER WOHNTE MARISA JESURUM GEBOREN 1929 VERHAFTET 7.11.1944 DEPORTIERT RAVENSBRÜCK GESTORBEN 22.8.1945 BERGEN-BELSEN | Calle Cicogna · Castello 6222 ·          | Marisa Jesurum wurde am 24. Dezember 1929 als zweite Tochter des Paares Elvira Starita und Arrigo Giuseppe Jesurum in Venedig geboren. Sie hatte eine drei Jahre ältere Schwester namens Jole. Am 7. November 1944 wurde die 15-jährige Marisa zusammen mit ihrer Schwester Jole in Pianiga in der Metropolitanstadt Venedig festgenommen. Die Schwestern waren daraufhin im Gefängnis von Venedig in Haft, bevor sie ins KZ Risiera di San Sabba in Triest gebracht wurden. Am 28. November wurden sie mit dem Transport N. 41T von Triest ins KZ Ravensbrück deportiert. Marisas Schwester Jole wurde wenige Wochen später im KZ Bergen-Belsen ermordet. Marisa selbst überlebte die Schrecken des Konzentrationslagers, starb jedoch einige Monate nach dessen Befreiung (April 1945). Ihr Todesdatum ist der 28. August 1945, ihr Todesort ist unbekannt. |
|              | HIER WOHNTE ROSALIA LUZZATTO JG. 1871 VERHAFTET 30.12.1943 DEPORTIERT AUSCHWITZ ERMORDET 26.2.1944                   | Castello 5117                            | Rosalia Luzzatto (1871–1944) |
|              | HIER WOHNTE ELIA GINO MUSATTI JG. 1877 VERHAFTET 6.10.1944 DEPORTIERT RAVENSBRÜCK ERMORDET                           | Castello 5117                            | Elia Gino Musatti (1877–1944/45) |
|              | HIER WOHNTE CLEMENTINA GIUSEPPINA POLACCO GEBOREN 1875 VERHAFTET 5.12.1943 DEPORTIERT AUSCHWITZ ERMORDET 26.2.1944   | Calle del Forner Castello 6005           | Clementina Giuseppina Polacco (1875–1944) |
|              | HIER WOHNTE ALBA VIVANTE GEBOREN 1872 VERHAFTET 7.8.1944 DEPORTIERT AUSCHWITZ ERMORDET                               | Calle Scaletta 6039 ·                    | Alba Vivante wurde am 10. September 1872 in Venedig geboren. Ihre Eltern waren Sara und Cesare Vivante, die noch drei andere Kinder, Anna, Ida und Costante, hatten. Am 7. August 1944 wurde Alba zusammen mit ihren Geschwistern in Mogliano Veneto, in der Provinz Treviso von Deutschen un Italienern festgenommen. Sie waren im Lager Risiera di San Sabba in Triest in Haft und wurden von dort aus nach Auschwitz deportiert. Bei ihrer Ankunft wurde Alba mit dem Buchstaben S registriert und ermordet. Das genaue Todesdatum Albas ist unbekannt. |
|              | HIER WOHNTE ANNA VIVANTE GEBOREN 1866 VERHAFTET 7.8.1944 DEPORTIERT AUSCHWITZ ERMORDET                               | Calle Scaletta 6039 ·                    | Anna Vivante wurde am 20. September 1866 als erste Tochter des Ehepaars Sara und Cesare Vivante in Venedig geboren. Zusammen mit ihren Geschwistern Alba (1872), Ida (1870) und Costante (1878) wurde Anna am 7. August 1944 in Mogliano Veneto, in der Provinz Treviso, von Deutschen und Italienern verhaftet. Bis zum Zeitpunkt ihrer Deportation ins KZ Auschwitz wurden die Geschwister im Lager Risiera di San Sabba in Triest festgehalten. Bei ihrer Ankunft in Auschwitz wurde Anna mit dem Buchstaben S registriert und sofort ermordet. |
|              | HIER WOHNTE COSTANTE VIVANTE GEBOREN 1878 VERHAFTET 7.8.1944 DEPORTIERT AUSCHWITZ ERMORDET                           | Calle Scaletta 6039 ·                    | Costante Vivante, einziger Sohn des Paares Sara und Cesare Vivante, wurde am 29. Juni 1878 in Venedig geboren. Zusammen mit seinen drei Schwestern Anna, Alba und Ida wurde er am 7. August 1944 in Mogliano Veneto, in der Provinz Treviso, festgenommen und war daraufhin im Lager Risiera di San Sabba in Triest in Haft. Von dort aus wurde Costante mit seinen Schwestern nach Auschwitz deportiert. Bei seiner Ankunft wurde er mit dem Buchstaben S registriert und sofort ermordet. Auch seine Schwestern überlebten die Shoah nicht. |
|              | HIER WOHNTE IDA VIVANTE GEBOREN 1870 VERHAFTET 7.8.1944 DEPORTIERT AUSCHWITZ ERMORDET                                | Calle Scaletta 6039 ·                    | Ida Vivante wurde am 4. August 1870 in Venedig geboren. Ihre Eltern waren Sara und Cesare Vivante, ihre Geschwister Alba (1872), Anna (1866) und Costante (1878). Am 7. August 1944 wurden die Geschwister in der Provinz Treviso, in Mogliano Veneto, verhaftet und daraufhin im Lager Risiera di San Sabba festgehalten. Schließlich wurden sie nach Auschwitz deportiert, wo Ida, ebenso wie ihre Geschwister, mit dem Buchstaben S registriert und sofort ermordet wurde. |

#### Dorsoduro
Im Sestriere Dorsoduro wurden fünf Stolpersteine an drei Adressen verlegt.
| Stolperstein | Übersetzung | Verlegeort                                      | Name, Leben |
| ------------ | --- | ----------------------------------------------- | --- |
|              | HIER WOHNTE OLGA BLUMENTHAL GEBOREN 1873 VERHAFTET 30.10.1944 DEPORTIERT RAVENSBRÜCK ERMORDET 24.2.1945            | Calle Foscari ·                                 | Olga Blumenthal wurde am 20. Aprile 1873 in Venedig als Tochter von Carlo Blumenthal und Mimma Goldschmidt geboren. Sie heiratete Gilberto Secretant. Sie wurde am 30. Oktober 1944 in Venedig verhaftet und wurde zuerst im Gefängnis von Venedig, dann in der Risiera di San Sabba von Triest gefangen gehalten. Am 28. November 1944 wurde sie mit dem Konvoi No. 41T von Triest in das Konzentrationslager Ravensbrück deportiert. Dort wurde sie am 24. Februar 1945 ermordet. |
|              | HIER WOHNTE CESARE SALOMONE LUZZATTO JG. 1870 VERHAFTET 7.8.1944 DEPORTIERT AUSCHWITZ ERMORDET                     | Dorsoduro 2582                                  | Cesare Salomone Luzzatto (1870–1944/45) |
|              | HIER WOHNTE ADOLFO NUNES-VAIS GEBOREN 1925 VERHAFTET 17.3.1944 DEPORTIERT AUSCHWITZ ERMORDET 15.3.1945 GROSS ROSEN | Fondamento Bembo o del Malcanton Dorsoduro 3441 | Adolfo Nunes-Vais (1925–1945) |
|              | HIER WOHNTE ELISA POPPER JG. 1893 VERHAFTET 7.8.1944 DEPORTIERT AUSCHWITZ ERMORDET                                 | Dorsoduro 2582                                  | Elisa Popper (1870–1944/45) |
|              | HIER WOHNTE SALVATORE VIVANTE GEBOREN 1921 VERHAFTET 17.1.1944 DEPORTIERT AUSCHWITZ ERMORDET                       | Fondamento Bembo o del Malcanton Dorsoduro 3441 | Salvatore Vivante (1921–1944 oder 1945) |

#### San Marco
Im Sestriere San Marco wurden 31 Stolpersteine an neunzehn Adressen verlegt.
| Stolperstein | Übersetzung | Verlegeort                                             | Name, Leben |
| ------------ | --- | ------------------------------------------------------ | --- |
|              | HIER WOHNTE FERDINANDA ASCOLI GEBOREN 1883 VERHAFTET 6.10.1944 DEPORTIERT ERMORDET                                                         | San Marco 3242                                         | Fernanda Ascoli |
|              | HIER WOHNTE ARRIGO BERNAU GEBOREN 1886 VERHAFTET 31.12.1943 DEPORTIERT AUSCHWITZ ERMORDET                                                  | Campo San Fantin San Marco 1979                        | Arrigo Bernau (1886–1944/45) |
|              | HIER WOHNTE GIUSEPPE BORALEVI JG. 1880 VERHAFTET 11.10.1944 DEPORTIERT ERMORDET                                                            | San Marco 512                                          | Giuseppe Boralevi (1880–1944/45) |
|              | HIER WOHNTE RITA CALIMANI GEBOREN 1892 VERHAFTET 5.12.1943 DEPORTIERT AUSCHWITZ ERMORDET                                                   | Campo della Guerra · San Marco 515 ·                   | Rita Lea Calimani wurde am 31. Dezember 1892 in Venedig geboren. Ihre Eltern waren Giacomo Calimani und Enrichetta geb. Polacco. Sie hatte einen Bruder namens Moisè (geboren 1870). Zuerst war sie mit Mario Nacamulli verheiratet, das Paar hatte zumindest eine Tochter, Wally (geb. 1914). Später war sie mit Ettore Girolamo Segré verheiratet, das Paar hatte ebenfalls eine Tochter, Nedda (geb. 1933). Rita Calimani, ihr Ehemann und ihre Töchter wurden am 5. Dezember 1943 in Venedig verhaftet. Sie wurden zum Carcere di Venezia gebracht und dann ins Durchgangslager Fossoli verbracht. Am 22. Februar 1944 wurde die Familie mit Transport 08 in das Konzentrationslager Auschwitz deportiert. Sie kamen am 26. Februar 1944 an und am selben Tag verloren ihr Ehemann und ihre jüngere Tochter ihr Leben in den Gaskammern von Auschwitz. Auch Rita Calimani und ihre ältere Tochter wurden vom Nazi-Regime ermordet. Tag und Ort ihres Todes sind unbekannt. Ihr Bruder Moisè Calimani wurde ebenfalls im Laufe der Shoah getötet. |
|              | HIER WOHNTE AMELIA COEN PORTO LEVI GEBOREN 1873 VERHAFTET 5.12.1943 DEPORTIERT AUSCHWITZ ERMORDET 26.2.1944                                | Calle del Pestrin · San Marco 2313 ·                   | Amelia Coen Porto Levi wurde am 25. April 1873 als jüngstes der drei Kinder von Aristea Colorni und Mosè Coen Porto in Venedig geboren. Amelia hatte zwei ältere Brüder: Vittorio (1866) und Augusto (1869). Sie war verheiratet mit Amedeo Levi. Amelia Coen Porto Levi wurde am 5. Dezember 1943 in Venedig festgenommen. Sie war zuerst im städtischen Gefängnis, dann im Durchgangslager Fossoli in Haft. Am 22. Februar wurde Amelia zusammen mit ihrem Bruder Augusto und ihrer Schwägerin Rosalia, die am 2. Februar 1944 verhaftet worden waren, mit dem Transport N. 8 ins KZ Auschwitz deportiert. Bei ihrer Ankunft am 26. Februar wurden alle drei mit dem Buchstaben S registriert und sofort ermordet. |
|              | HIER WOHNTE VITTORIO COEN PORTO GEBOREN 1866 VERHAFTET 2.2.1944 DEPORTIERT AUSCHWITZ ERMORDET 10.4.1944                                    | Calle del Pestrin · San Marco 2313 ·                   | Vittorio Coen Porto wurde am 18. Juli 1866 als ältester Sohn des Paares Aristea Colorni und Mosè Coen Porto in Venedig geboren. Er hatte zwei jüngere Geschwister, Augusto (1869) und Amelia (1873). Am 2. Februar 1944 wurde Vittorio zusammen mit seinem Bruder Augusto und der Frau seines Bruders, Rosalia, in Venedig verhaftet. Daraufhin wurden sie zuerst im Gefängnis der Stadt, dann im Durchgangslager Fossoli festgehalten. Seine Geschwister und seine Schwägerin wurden am 22. Februar 1944 nach Auschwitz deportiert. Vittorios Deportation erfolgte erst einige Wochen später, am 5. April. Nach der Ankunft des Transport N. 9 im KZ Auschwitz am 10. April wurde Vittorio Coen Porto mit dem Buchstaben S registriert und sofort ermordet. |
|              | HIER WOHNTE BELLINA LINA AUGUSTA COLORNI JG. 1892 VERHAFTET 5.12.1943 DEPORTIERT AUSCHWITZ ERMORDET 26.2.1944                              | San Marco 2151                                         | Bellina Lina Augusta Colorni (1892–1944) |
|              | HIER WOHNTE IDA DINA TODESCO GEBOREN 1897 VERHAFTET 5.12.1943 DEPORTIERT AUSCHWITZ ERMORDET                                                | San Marco 1991                                         | Ida Dina Todesco |
|              | HIER WOHNTE BONAVENTURA FERRAZZUTTO GEBOREN 1887 POLITISCHER HÄFTLING 26.11.1943 DEPORTIERT MAUTHAUSEN ERMORDET 4.10.1944 SCHLOSS HARTHEIM | Calle dei Fabbri · San Marco 4741 ·                    | Bonaventura Ferrazzutto wurde am 5. März 1887 in Venedig geboren. Seine Familie stammte aus Friaul, konkret aus Coseano. Sein Vater Antonio betrieb eine Trattoria in Calle dei Fabbri nahe Campo San Luca in Venedig. Noch in seiner Schulzeit schloss er sich der sozialistischen Bewegung an und lernte Giacinto Menotti Serrato kennen, ein führendes Mitglied der PSI und damals Chefredakteur einer venezianischen Wochenzeitung. Er wurde Serratos Berater und Sekretär. Als Serrato wurde zum Chefredakteur der Zeitung Avanti!, folgte er ihm nach Mailand. Dort lernte er Elvira Pillen kennen, eine Venezianerin. Sie heirateten. Seine Frau wurde Führerin der Bewegung Sozialistischer Frauen. Beide waren beide gut in den sozialistischen Kreisen Mailands integriert und wurde befreundeten sich mit Angelica Balabanova, Claudio Treves und anderen. Als Serrato die Sozialistische Partei verließ und sich den Kommunisten anschloss, blieb Ferrazzutto in der PSI, jedoch im Reformflügel. Als Pietro Nenni die Leitung von Avanti! übernahm, wurde Ferrazzutto sein Administrator. Es entwickelte sich eine enge Freundschaft mit Nenni. Nach mehreren faschistischen Angriffen auf die Zeitung wurde diese im Jahr 1922 eingestellt. Bonaventura nahm ein Angebot des Verlegers Angelo Rizzoli an, gewann dessen Vertrauen und wurde schließlich zum Generalbevollmächtigten des Verlagshauses ernannt. Am 26. November 1943 wurde er als politischer Widersacher verhaftet und danach ins KZ Mauthausen deportiert. Dort nahm er aktiv am geheimen Widerstand teil. Am 4. Oktober 1944 wurde er vom NS-Regime in Schloss Hartheim ermordet. Als die Zeitung Avanti! am 1. Mai 1945 wieder erschien, druckte sie auf ihrer Titelseite ein Bild von Ferrazzutto Bonaventura ab und würdigte seine Bemühungen für die Arbeiterklasse. Angelo Rizzoli ehrte ihn und seine Verdienste für das Verlagshaus auf einer Marmortafel in den Räumlichkeiten der Firma in der Via Civitavecchia in Mailand. Mehrere sozialistische Organisationen wurden nach ihm benannt. |
|              | HIER WOHNTE VITTORIO GUASTALLA GEBOREN 1863 VERHAFTET 15.10.1944 DEPORTIERT ERMORDET                                                       | San Marco 3870                                         | Vittorio Guastalla (1863–1944/45) |
|              | HIER WOHNTE FANNY FINZI GEBOREN 1868 VERHAFTET 13.6.1944 DEPORTIERT AUSCHWITZ ERMORDET 6.8.1944                                            | Campo Santa Maria Zobenigo o del Giglio San Marco 2494 | Fanny Finzi |
|              | HIER WOHNTE RAFAELE LEGHZIEL GEBOREN 1910 VERHAFTET 7.8.1944 DEPORTIERT AUSCHWITZ ERMORDET                                                 | San Marco 4629                                         | Raffaele Leghziel (1910–1944/45) |
|              | HIER WOHNTE ETTORE MARELLA GEBOREN 1892 VERHAFTET AUS POLITISCHEN GRÜNDEN 13.9.1943 DEPORTIERT MAUTHAUSEN ERMORDET 10.4.1945               | Calle dei Fabbri San Marco 1063                        | Ettore Marella (1892–1945) |
|              | HIER WOHNTE RICCARDO MARSIGLIO GEBOREN 1866 VERHAFTET 9.6.1944 DEPORTIERT AUSCHWITZ ERMORDET                                               | Corte Grimani San Marco 4402                           | Riccardo Marsiglio (1866–1944/45) |
|              | HIER WOHNTE WALLY NACAMULLI GEBOREN 1914 VERHAFTET 5.12.1943 DEPORTIERT AUSCHWITZ ERMORDET                                                 | Campo della Guerra · San Marco 515 ·                   | Wally Nacamulli wurde am 26. August 1914 in Venedig geboren. Ihre Eltern waren Mario Nacamulli und Lea Calimani. Sie und ihre Familie wurden am 5. Dezember 1943 in Venedig verhaftet. Sie wurden im Carcere di Venezia inhaftiert und dann ins Durchgangslager Fossoli verbracht. Am 22. Februar 1944 wurde die Familie mit Transport 08 in das Konzentrationslager Auschwitz deportiert. Sie kamen am 26. Februar 1944 an und am selben Tag verloren ihre jüngere Schwester und ihr Stiefvater ihr Leben in den Gaskammern von Auschwitz. Auch Wally Nacamulli und ihre Mutter wurden vom Nazi-Regime ermordet. Tag und Ort ihres Todes sind unbekannt. |
|              | HIER WOHNTE ALESSANDRO NAVARRO GEBOREN 1869 VERHAFTET 8.6.1944 DEPORTIERT AUSCHWITZ ERMORDET 6.8.1944                                      | San Marco 2511/A                                       | Alessandro Navarro (1869–1944) |
|              | HIER WOHNTE ALDO SALOM GEBOREN 1906 VERHAFTET 8.5.1944 DEPORTIERT AUSCHWITZ ERMORDET 7.5.1945                                              | Imbarcadero Sant’Angelo San Marco 3877                 | Aldo Salom (1906–1945) |
|              | HIER WOHNTE ELOISA SCANDIANI GEBOREN 1863 VERHAFTET 31.10.1944 DEPORTIERT RAVENSBRÜCK ERMORDET 31.12.1944                                  | Ramo dei Fuseri San Marco 1801                         | Eloisa Scandiani (1863–1944) |
|              | HIER WOHNTE EMILIO SCARPA GEBOREN 1895 VERHAFTET AUS POLITISCHEN GRÜNDEN 13.9.1944 DEPORTIERT MAUTHAUSEN TOT 15.9.1945                     | San Marco 4672                                         | Emilio Scarpa |
|              | HIER WOHNTE GIROLAMO SEGRÉ GEBOREN 1881 VERHAFTET 5.12.1943 DEPORTIERT AUSCHWITZ ERMORDET 26.2.1944                                        | Campo della Guerra · San Marco 515 ·                   | Ettore Girolamo Segré wurde am 21. Juli 1881 in Triest geboren. Seine Eltern waren Leone Segré und Rachele geb. Campos. Er war mit Rita Lea Calimani verheiratet. Das Paar hatte eine Tochter, Nedda (geb. 1933). Er und seine Familie wurden am 5. Dezember 1943 in Venedig verhaftet. Sie wurden zuerst zum Carcere di Venezia gebracht und dann ins Durchgangslager Fossoli verbracht. Am 22. Februar 1944 wurde die Familie mit Transport 08 in das Konzentrationslager Auschwitz deportiert. Sie kamen am 26. Februar 1944 an und am selben Tag verloren Ettore Girolamo Segré und seine elfjährige Tochter Nedda ihr Leben in den Gaskammern von Auschwitz. Auch seine Frau und seine Stieftochter Wally Nacamulli wurden vom NS-Regime im Laufe der Shoah ermordet. Todestag und Todesort sind unbekannt. |
|              | HIER WOHNTE NEDDA SEGRÉ GEBOREN 1933 VERHAFTET 5.12.1943 DEPORTIERT AUSCHWITZ ERMORDET 26.2.1944                                           | Campo della Guerra · San Marco 515 ·                   | Nedda Segré wurde am 7. Juni 1933 in Venedig geboren. Ihre Eltern waren Ettore Girolamo Segré und Rita Lea geb. Calimani. Sie und ihre Familie wurden am 5. Dezember 1943 in Venedig verhaftet. Sie wurden zum Carcere di Venezia gebracht und dann ins Durchgangslager Fossoli verbracht. Am 22. Februar 1944 wurde die Familie mit Transport 08 in das Konzentrationslager Auschwitz deportiert. Sie kamen am 26. Februar 1944 an und am selben Tag verloren die 11 Jahre alte Nedda Segré und ihr Vater ihr Leben in den Gaskammern von Auschwitz. Auch ihre Mutter und ihre Schwester Wally Nacamulli wurden vom NS-Regime im Laufe der Shoah ermordet. Todestag und Todesort sind unbekannt. |
|              | HIER WOHNTE VITTORIA TEDESCHI GEBOREN 1870 VERHAFTET 6.12.1943 DEPORTIERT RAVENSBRÜCK ERMORDET                                             | San Marco 3999                                         | Vittoria Tedeschi (1870–1943/45) |
|              | HIER WOHNTE BRUNO TODESCO GEBOREN 1933 VERHAFTET 5.12.1943 DEPORTIERT AUSCHWITZ ERMORDET 22.2.1944                                         | San Marco 1991                                         | Bruno Todesco |
|              | HIER WOHNTE EMILIO TODESCO GEBOREN 1928 VERHAFTET 8.2.1944 DEPORTIERT AUSCHWITZ ERMORDET 14.3.1945 BUCHENWALD                              | San Marco 1991                                         | Emilio Todesco |
|              | HIER WOHNTE EUGENIO TODESCO GEBOREN 1897 VERHAFTET 30.10.1943 DEPORTIERT AUSCHWITZ ERMORDET 23.2.1945 BUCHENWALD                           | San Marco 1991                                         | Eugenio Todesco |
|              | HIER WOHNTE GIUSEPPE TODESCO JG. 1879 VERHAFTET 11.10.1944 DEPORTIERT ERMORDET                                                             | San Marco 512                                          | Giuseppe Todesco |
|              | HIER WOHNTE MARIO TODESCO GEBOREN 1926 VERHAFTET 8.2.1944 DEPORTIERT AUSCHWITZ ERMORDET 5.3.1945 BUCHENWALD                                | San Marco 1991                                         | Mario Todesco |
|              | HIER WOHNTE SERGIO TODESCO GEBOREN 1938 VERHAFTET 5.12.1943 DEPORTIERT AUSCHWITZ ERMORDET 28.2.1944                                        | San Marco 1991                                         | Sergio Todesco |
|              | HIER WOHNTE CARLO VITTA GEBOREN 1891 VERHAFTET 5.12.1943 DEPORTIERT AUSCHWITZ ERMORDET 22.1.1945 DACHAU                                    | Calle dei Scoacamini Cannaregio 1033                   | Carlo Vitta (1891–1945) |
|              | HIER WOHNTE EMMA VITTA GEBOREN 1887 VERHAFTET 5.12.1943 DEPORTIERT AUSCHWITZ ERMORDET                                                      | Calle dei Scoacamini Cannaregio 1033                   | Emma Vitta (1887–1943/45) |
|              | HIER WOHNTE MARCO ETTOREVITTA GEBOREN 1884 VERHAFTET 5.12.1943 DEPORTIERT AUSCHWITZ ERMORDET 6.8.1944                                      | Calle dei Scoacamini Cannaregio 1033                   | Marco Ettore Vitta (1884–1944) |

#### San Polo
Im Sestiere San Polo wurden vier Stolpersteine an vier Adressen verlegt.
| Stolperstein | Übersetzung | Verlegeort                                | Name, Leben |
| ------------ | --- | ----------------------------------------- | --- |
|              | HIER WOHNTE GILDO BARBON JG. 1910 AUS POLITISCHEN GRÜNDEN VERHAFTET AM 2.10.1944 DEPORTIERT MAUTHAUSEN TOT 12.5.1945                   | San Polo 2283                             | Gildo Barbon (1910–1945) |
|              | HIER WOHNTE ROMANO BRUSSATO GEBOREN 1914 KRIEGSGEFANGENER VERHAFTET 9.9.1943 DEPORTIERT FALLINGBOSTEL ERMORDET 7.11.1944 BERGEN-BELSEN | Calle Sbianchesini · San Polo 1145 ·      | Romano Brussato wurde 1914 geboren. Er war der einzige Sohn von Luigi Brussato und Elisabetta geb. Ballarin. Seine Eltern heirateten 1909. Er wurde als Soldat der italienischen Armee am 9. September 1943 festgenommen und danach nach Fallingbostel deportiert. Am 7. November 1944 wurde er im Konzentrationslager Bergen-Belsen vom NS-Regime ermordet. |
|              | HIER WOHNTE GIOVANNI GERVASONI GEBOREN 1909 POLITISCHER GEFANGENER VERHAFTET 3.1.1944 DEPORTIERT DACHAU ERMORDET 17.2.1945             | Calla Bajamonte Tiepolo · San Polo 2305 · | Giovanni Gervasoni wurde 1909 in eine arme venezianische Familie geboren. Er wurde Grundschullehrer. 1930 konvertierte er zum Protestantismus und schloss sich der Methodistischen Glaubensgemeinschaft in Venedig an. Schon seit seiner Jugend war er Mitglied der Republikanischen Partei. Er gründete eine Gruppe, die antifaschistische Schriften verteilte. Dank seiner Freundschaft mit Pastor Anselmo Ammenti konnten die Gruppenmitglieder Räume der methodistischen Kirche nutzen. 1932 wurde er verhaftet und nach seiner Entlassung streng überwacht. Gemeinsam mit weiteren jungen Evangelikalen wie Giovanni Vezzosi und Ferdinando Geremia gründete er 1935 eine neue Gruppe, die Schriften der Widerstandsbewegung Giustizia e Libertà zur Verteilung brachte. Er wurde erneut verhaftet und diesmal für seine subversive Tätigkeit zu fünf Jahren Verbannung auf der Insel Ventotene verurteilt. Zwei Jahre später wurde er erneut verhaftet und in Rom vor ein Sondergericht gestellt. Er wurde zu 15 Monaten Haft verurteilt, weil er gemeinsam mit dem Mediziner Romolo Quarzola Appelle und Memoranden gegen den Faschismus verfasst und verteilt haben sollte. Die Haft verbüßte er in Rom und Civitavecchia. Es folgten ein Straflager auf der Insel Tremiti, verschiedene Gefängnisse in Apulien, darunter Foggia und San Severo, schließlich die Insel Ponza und erneut Ventotene, wo er sich mit Riccardo Bauer, Eugenio Colorni, Ernesto Rossi und anderen Antifaschisten anfreundete. Die Verbannung wurde schließlich um zwei Jahre verlängert. Nach seiner Freilassung im Juli 1943 kehrte er nach Venedig zurück, schloss sich den Partisanen an, wurde 1944 von deutschen Kräften gefasst und in das Konzentrationslager Dachau deportiert. Dort wurde er am 17. Februar 1945 ermordet. |
|              | HIER WOHNTE ENRICA POLACCO GEBOREN 1913 VERHAFTET 3.12.1943 DEPORTIERT AUSCHWITZ BEFREIT THERESIENSTAD[T]                              | San Polo 1512                             | Enrica Polacco (1913–) |

#### Santa Croce
Im Sestiere Santa Croce wurden drei Stolpersteine an drei Adressen verlegt.
| Stolperstein | Übersetzung | Verlegeort                                 | Name, Leben |
| ------------ | --- | ------------------------------------------ | --- |
|              | HIER WOHNTE CARLO CASELLI JG. 1908 AUS POLITISCHEN GRÜNDEN VERHAFTET AM 2.10.1944 DEPORTIERT MAUTHAUSEN ERMORDET 4.3.1945 | Santa Croce 2283                           | Carlo Caselli (1908–1945) |
|              | HIER WOHNTE EDOARDO CIPULAT JG. 1918 AUS POLITISCHEN GRÜNDEN VERHAFTET AM 7.4.1944 DEPORTIERT DACHAU ERMORDET 28.3.1945   | Santa Croce 899b                           | Edoardo Cipulat (1918–1945) |
|              | HIER WOHNTE GILDA JESURUM FOA’ GEBOREN 1884 VERHAFTET 3.2.1944 DEPORTIERT AUSCHWITZ ERMORDET 26.2.1944                    | Campiello del Spezier · Santa Croce 2047 · | Gilda Jesurum Foà wurde am 19. Juni 1884 in Venedig geboren. Ihr Vater war Napoleone Jesurum. Gilda war verheiratet mit Gabriele Foà und hatte zwei Söhne mit ihm: Giorgio (1920) und Arnoldo (1927). Gilda Jesurum Foà wurde am 3. Februar 1944 zusammen mit ihren beiden Söhnen in Turin verhaftet. Daraufhin waren sie zuerst im Gefängnis von Turin, dann im Durchgangslager Fossoli in Haft. Am 22. Februar 1944 wurden Gilda, Arnoldo und Giorgio mit dem Transport N. 8 ins KZ Auschwitz deportiert. Bei ihrer Ankunft am 26. Februar wurde Gilda sofort mit dem Buchstaben S registriert und ermordet. Auch ihre beiden Söhne überlebten die Shoah nicht. |

#### Isola di San Servolo
Auf der Isola di San Servolo wurde ein Stolperstein verlegt.
| Stolperstein | Übersetzung | Verlegeort                          | Name, Leben |
| ------------ | --- | ----------------------------------- | --- |
|              | 11. OKTOBER 1944 AUS DIESEM KRANKENHAUS WURDEN 6 JÜDISCHE PATIENTEN DEPORTIERT UND IN DEN LAGERN DER NAZIS ERMORDET | Ospedale psichiatrico San Servolo · | Auf der Laguneninsel San Servolo, heute unbewohnt, befand sich in den 1940er Jahren eine psychiatrische Klinik. Aus dieser wurden im Oktober 1944 sechs jüdische Patienten verhaftet, deportiert und vom NS-Regime ermordet. |

### Lido Pellestrina
Am Lido di Venezia wurden neun Stolpersteine an vier Adressen verlegt.
| Stolperstein | Übersetzung | Verlegeort                               | Name, Leben |
| ------------ | --- | ---------------------------------------- | --- |
|              | HIER WOHNTE EDGARDO BASSANI GEBOREN 1893 VERHAFTET 1.12.1943 DEPORTIERT AUSCHWITZ ERMORDET                                   | Via Orso Partecipazio 4 · Lido ·         | Edgardo Bassani wurde am 27. November 1893 in Ferrara als Sohn von Giacomo Bassani und Ida Rieti geboren. Er war verheiratet mit Nives Servadio. Das Paar hatte drei Kinder: Tina, Franco und Renzo Bassani. Am 1. Dezember 1943 wurde Edgardo Bassani zusammen mit seiner Tochter Tina und seinem Sohn Franco in Como verhaftet und dort im Gefängnis festgehalten. Ausgehend vom Durchgangslager Fossoli wurde die Familie am 22. Februar 1944 mit dem Transport N. 8 ins Konzentrationslager Auschwitz gebracht, wo sie am 26. Februar ankam. Edgardo Bassani wurde in Auschwitz mit der Matrikelnummer 174478 registriert. Vermutlich wurde Edgardo nach dem 27. April 1944 in Auschwitz ermordet. |
|              | HIER WOHNTE FRANCO BASSANI GEBOREN 1923 VERHAFTET 1.12.1943 DEPORTIERT AUSCHWITZ ERMORDET                                    | Via Orso Partecipazio 4 · Lido ·         | Franco Bassani wurde am 18. September 1923 in Venedig als Sohn von Edgardo Bassani und Nives Servadio geboren. Zusammen mit seinem Vater und seiner Schwester Tina wurde er am 1. Dezember 1943 in Como verhaftet und dort gefangen gehalten. Am 22. Februar 1944 wurde die Familie ausgehend vom Durchgangslager Fossoli mit dem Transport N. 8 nach Auschwitz deportiert, wo sie am 26. Februar 1944 ankam. Franco Bassani wurde dort mit der Matrikelnummer 174479 registriert. Am 5. Mai 1944 wurde Franco Bassani in Auschwitz ermordet. |
|              | HIER WOHNTE TINA BASSANI GEBOREN 1929 VERHAFTET 1.12.1943 DEPORTIERT AUSCHWITZ ERMORDET                                      | Via Orso Partecipazio 4 · Lido ·         | Tina Bassani wurde am 3. Juni 1929 in Venedig geboren. Ihre Eltern waren Edgardo Bassani und Nives Servadio. Am 1. Dezember 1943 wurde sie zusammen mit ihrem Bruder und ihrem Vater in Como verhaftet und dort mehrere Wochen gefangen gehalten. Am 22. Februar 1944 wurde sie zusammen mit ihrer Familie vom Durchgangslager Fossoli mit dem Transport N. 8 ins Konzentrationslager Auschwitz deportiert. Datum und Ort der Ermordung von Tina Bassani sind unbekannt. |
|              | HIER WOHNTE ADA KUHN GEBOREN 1884 VERHAFTET 5.12.1943 DEPORTIERT AUSCHWITZ ERMORDET 26.2.1944                                | Via Orso Partecipazio 24 Lido di Venezia | Ada Kuhn (1884–1944) |
|              | HIER WOHNTE BEATRICE KUHN GEBOREN 1874 VERHAFTET 5.12.1943 DEPORTIERT AUSCHWITZ ERMORDET 26.2.1944                           | Via Orso Partecipazio 24 Lido di Venezia | Beatrice Kuhn (1874–1944) |
|              | HIER WOHNTE GINA GIULIA MIELI GEBOREN 1895 VERHAFTET 5.12.1943 INHAFTIERT RISIERA DI SAN SABBA ERMORDET OKT. 1944            | Via Tiro 6 Lido di Venezia               | Gina Giulia Mieli (1895–1944) |
|              | HIER WOHNTE IDA MIELI GEBOREN 1882 VERHAFTET 5.12.1943 INHAFTIERT RISIERA DI SAN SABBA ERMORDET                              | Via Tiro 6 Lido di Venezia               | Ida Mieli (1882–1943/45) |
|              | HIER WOHNTE NIVES SERVADIO GEBOREN 1900 VERHAFTET 1.12.1943 DEPORTIERT AUSCHWITZ ERMORDET                                    | Via Orso Partecipazio 4 · Lido ·         | Nives Servadio wurde am 17. März 1900 in Florenz geboren. Sie war die Tochter von Giacomo Servadio und Rina Donati. Nives Servadio heiratete Edgardo Bassani und hatte drei Kinder mit ihm: Tina, Renzo und Franco. Am 1. Dezember 1943 wurde Nives Servadio an der italienisch-schweizerischen Grenze verhaftet und gemeinsam mit ihrer Familie im Gefängnis von Como festgehalten. Am 22. Februar 1944 wurde sie zusammen mit ihrem Ehemann und ihren Kindern Franco und Tina mit dem Transport N. 8 vom Durchgangslager Fossoli nach Auschwitz deportiert. Das Datum ihrer Ermordung ist unbekannt.                                                                                                 |
|              | HIER WOHNTE GINO VIANELLO GEBOREN 1917 VERHAFTET AUS POLITISCHEN GRÜNDEN 12.8.1944 DEPORTIERT MAUTHAUSEN ERMORDET 29.12.1944 | Via Sandro Gallo 116 Lido di Venezia     | Gino Vianello (1917–1944) |

### Terraferma
In den venezianischen Stadtteilen am Festland wurden bis Januar 2025 sechs Stolpersteine verlegt.

#### Chirignago-Zelarino
| Stolperstein | Übersetzung | Verlegeort               | Name, Leben                  |
| ------------ | --- | ------------------------ | ---------------------------- |
|              | IN GAZZERA WOHNTE GIOVANNI MOGNATO GEBOREN 1909 VERHAFTET 8.9.1943 DEPORTIERT BATHORN ERMORDET 6.8.1944 DORTMUND | Via Asseggiano 2 Gazzera | Giovanni Mognato (1909–1944) |

#### Favaro Veneto
| Stolperstein | Übersetzung | Verlegeort                          | Name, Leben               |
| ------------ | --- | ----------------------------------- | ------------------------- |
|              | HIER WOHNTE LUIGI MILANI JG. 1923 GEFANGEN GENOMMEN 9.9.1943 DEPORTIERT TREUENBRIETZEN ERMORDET 23.4.1944             | Via delle Muneghe, 18 Favaro Veneto | Luigi Milani (1923–1944)  |
|              | IN FAVARO VENETO WOHNTE ARCISO VIVIAN GEBOREN 1922 VERHAFTET 9.9.1943 DEPORTIERT STARGARD ERMORDET 21.5.1944 DORTMUND | Piazza Pastrello 1 Favaro Veneto    | Arciso Vivian (1922–1944) |

#### Mestre-Carpenedo
In Mestre wurden drei Stolpersteine an drei Adressen verlegt.
| Stolperstein | Übersetzung | Verlegeort                 | Name, Leben                      |
| ------------ | --- | -------------------------- | -------------------------------- |
|              | HIER WOHNTE VITTORIO BASSI GEBOREN 1901 VERHAFTET 18.12.1943 DEPORTIERT ERMORDET                                     | Strada del Rigo, 2 Mestre  | Vittorio Bassi (1901–1943/45)    |
|              | HIER WOHNTE ANGELO COLOMBO JG. 1912 VERHAFTET 31.3.1944 DEPORTIERT AUSCHWITZ ERMORDET 30.4.1944                      | Via Bembo, 1 Mestre        | Angelo Colombo (1912–1944)       |
|              | HIER WOHNTE GUGLIELMO TRABACCHIN JG. 1912 GEFANGEN GENOMMEN 9.9.1943 DEPORTIERT HOHENSTEIN ERMORDET 6.9.1944 HAMBURG | Via Terraglietto 12 Mestre | Guglielmo Trabacchin (1912–1944) |

### Chioggia
In der Stadt Chioggia wurden sechs Stolpersteine an sechs Adressen verlegt, einer der Stolpersteine befindet sich im Ortsteil Sottomarina.
| Stolperstein | Übersetzung | Verlegeort                                                                                          | Name, Leben |
| ------------ | --- | --------------------------------------------------------------------------------------------------- | --- |
|              | HIER WOHNTE GIULIO BERGO ORO GEBOREN 1919 VERHAFTET 9.9.1943 DEPORTIERT 1943 STALAG LIMBURG ERMORDET 17.8.1944 BYDGOSZCZ        | Calle dei Celoni, 727 · (verlegt in der Viale San Marco, in Sichtweite des Wohnhauses) · Chioggia · | Giulio Bergo Oro wurde am 17. Mai 1919 in Catania geboren. Er war Steuermann in der venezianischen Abteilung der italienischen Marine und auf dem Königlichen Schulschiff Marco Polo eingesetzt. Oro wurde am 9. September 1943 von den Deutschen an der griechischen Front gefangen genommen und in das Stalag XII A in Limburg an der Lahn deportiert und bekam die Häftlingsnummer 49201 zugewiesen. Oro wurde dann in das Stalag XX B in Malbork (deutsch Marienburg) in Pommern überstellt, wo er als I.M.I. Zwangsarbeit verrichten musste. Giulio Bergo Oro wurde am 17. August 1944 in den Wäldern des Stadtteils Osowa Góra (Hoheneiche) von Bydgoszcz (deutsch Bromberg) erschossen. Er wurde zuerst auf dem Städtischen Friedhof in Bromberg beigesetzt, später exhumiert und sodann mit militärischen Ehren auf dem italienischen Militärfriedhof von Warschau-Bielany bestattet. Sein Grab befindet sich in einem der beiden Mausoleen des Friedhofs. |
|              | HIER WOHNTE ARDUINO BOSCOLO ANZOLETTI GEBOREN 1902 VERHAFTET 13.6.1944 DEPORTIERT 1944 HERSBRUCK ERMORDET 25.2.1945 FLOSSENBURG | Piazza Salvatore Todaro · Sottomarina ·                                                             | Arduino Boscolo Anzoletti (1902–1945) |
|              | HIER WOHNTE GIOVANNI BULLO GEBOREN 1915 VERHAFTET SEPT. 1943 DEPORTIERT 1943 MAUTHAUSEN GESTORBEN 18.5.1945 WIEN                | Calle Ravagnan, Beginn · Chioggia ·                                                                 | Giovanni Bullo (1915–1945) |
|              | HIER WOHNTE CESARE CARMI GEBOREN 1923 VERHAFTET 16.12.1943 DEPORTIERT AUSCHWITZ GESTORBEN TODESTAG UNBEKANNT                    | Calle Scopici, Beginn · Chioggia ·                                                                  | Cesare Carmi (1923–1943/45) |
|              | HIER WOHNTE GIUSTO GREGO GEBOREN 1915 VERHAFTET SEPT. 1943 DEPORTIERT 1943 TREUENBRIETZEN ERMORDET 23.4.1945                    | Piazza Baldin e Mantovan · zwischen Nummer 1 und 13 · Chioggia ·                                    | Giusto Grego wurde 1915 in Cavanella d’Adige geboren. Er war Mechaniker bei der Marine. Grego wurde im September 1943 verhaftet und nach Treuenbrietzen deportiert. Er musste Zwangsarbeit verrichten. Am 21. April 1945 wurde die Ortschaft von russischen Truppen befreit, doch in der Nacht zum 23. April 1945 wurde die Kleinstadt von der Deutschen Wehrmacht zurückerobert. 127 italienische Zwangsarbeiter wurden in der Nähe von Treuenbrietzen in einem Waldstück bei einem Massaker erschossen. Giusto Grego war einer von ihnen. |
|              | HIER WOHNTE GUIDO LIONELLO GEBOREN 1901 VERHAFTET JULI 1942 DEPORTIERT 1943 DACHAU TOT 22.5.1945                                | Piazzale Poliuto Penzo, 15 · Ecke Calle Duomo/Via della Repubblica · Chioggia ·                     | Guido Lionello wurde am 16. November 1901 in Chioggia geboren. Er entstammte einer kinderreichen Familie und hatte zehn Geschwister. Sein Vater war Fischer und Anarchist. Guido Lionello war überzeugter Antifaschist und entog sich den Wehrdienst unter Mussolini. Er flüchtete zuerst in die Vereinigten Staaten, dann nach Jugoslawien, Österreich, in die Schweiz und nach Frankreich. Er beteiligte sich auf republikanischer Seite im Spanischen Bürgerkrieg und ging nach der Niederlage der linken Kräfte wieder nach Frankreich. Im Juli 1942 wurde er von der französischen Polizei, die mit Hitler-Deutschland kollaboriert, verhaftet. Es war geplant, ihn im Juli 1943 nach Italien abzuschieben, doch kam es auf Grund der Kriegshandlungen und des Zusammenbruch des Mussolini-Regimes nicht mehr. Er wurde in das Konzentrationslager Dachau deportiert, wo er am 2. Dezember 1943 als politischer Gefangener registriert wurde. Er starb am 22. Mai 1945 an den Folgen der Zwangsarbeit, der Entbehrungen und der Krankheiten im KZ. In Chioggia wurde eine Straße nach ihm benannt. |

### Mirano
In der Gemeinde Mirano wurden zwei Stolpersteine an einer Adresse verlegt.
| Stolperstein | Übersetzung                                                                                                | Verlegeort                     | Name, Leben |
| ------------ | --- | ------------------------------ | --- |
|              | HIER WOHNTE PAOLO ERRERA GEBOREN 1861 VERHAFTET 25.2.1944 DEPORTIERT AUSCHWITZ ERMORDET 10.4.1944          | Via Bastia Fuori 58 · Mirano · | Paolo Errera wurde am 18. Oktober 1861 in Venedig geboren. Seine Eltern waren Mosè Errera und Eloisa Da Zara. In erster Ehe war er verheiratet mit Elisa Ricci, die Ehe wurde geschieden. 1892 heiratete er erneut, Nella Grassini. Das Paar hatte drei Kinder: Mario Moise (geboren 1893), Amedeo (geboren 1895) und Adolfo (geboren 1907). Paolo Errera war von 1895 bis 1920 Bürgermeister von Mirano. Als 1938 die Italienischen Rassengesetze erlassen wurde flüchtete Errera mit seiner Frau aus Venedig nach Mirano, dort fühlten sie sich sicherer. Am 25. Februar 1944 wurde das Ehepaar hier verhaftet, zuerst im Gefängnis von Venedig interniert und danach ins Durchgangslager Fossoli überstellt. Am 5. April 1944 wurden die Eheleute mit dem Transport Nr. 9 in das Konzentrationslager Auschwitz deportiert, wo sie am 10. April 1944 einlangten. Paolo Errea und seine Frau wurden unmittelbar nach ihrer Ankunft vom NS-Regime ermordet wurden. Alle drei Söhne haben die Shoah überlebt. Eine Straße in Mirano, die Via Paolo Errera erinnert an ihn, ein Platz wurde ihm und seiner Ehefrau gewidmet, ebenfalls in Mirano. |
|              | HIER WOHNTE NELLA GRASSINI ERRERA GEBOREN 1874 VERHAFTET 25.2.1944 DEPORTIERT AUSCHWITZ ERMORDET 10.4.1944 | Via Bastia Fuori 58 · Mirano · | Nella Grassini Errera wurde am 19. Juli 1874 in Venedig geboren. Sie entstammte einer wohlhabenden jüdischen Anwaltsfamilie, ihre Eltern waren Laudadio Grassini und Emma Levi. Ihr Vater war ein erfolgreicher Unternehmer, der die erste Vaporetti-Gesellschaft gründete und den Lido touristisch erschloss. Sie hatte zum Zeitpunkt der Shoa mit Schriftstellerin und als Geliebte von Mussolini bekannt geworden Margherita Sarfatti noch eine lebende Schwester. Margherita emigrierte 1938 wegen der Rassegesetze nach Argentinien. Ihre jüngste Schwester, Margherita Sarfatti (1880–1961), wurde als Schriftstellerin, Geliebte Mussolinis und Begründerin der Künstlergruppe Novecento bekannt. Im Jahr 1892 heiratete Nella Grassini den Stadtrat von Mirano, Paolo Errera, der ebenfalls einer berühmten venezianischen Familie entstammte. Ihr Ehemann war von 1895 bis 1920 Bürgermeister von Mirano. Das Ehepaar hatte drei Söhne, Mario, Amedeo und Adolfo. Sohn Amedeo verstarb 1910 im Alter von 15 Jahren an den Folgen von Tetanus. Zu seinem Gedenken errichteten Nella und Paolo Errera eine Stiftung, die heute noch besteht. Das betagte Ehepaar wurde am 25. Februar 1944 in Mirano verhaftet, zuerst im Gefängnis Santa Maria Maggiore von Venedig interniert und danach ins Durchgangslager Fossoli überstellt. Am 5. April 1944 wurden die Eheleute mit dem Transport Nr. 9 in das Konzentrationslager Auschwitz deportiert. Ein persönlich von Mussolini unterschriebene Schriftstück, dass ihr freies Geleit geben sollte, half nichts. Sie langten am 10. April 1944 in Auschwitz ein. Nella Grassini Errera und ihr Ehemann wurden unmittelbar nach ihrer Ankunft vom NS-Regime ermordet. Paolo Errera war 82 Jahre alt, Nella Grassini Errera 70. Sie soll, als sie den Deportationszug bestieg, ein salvacondotto von Mussolini in Händen gehalten haben, die Zusicherung freien Geleits, doch auch dieses Schreibens konnte sie nicht retten. Seit dem Jahr 2007 trägt die frühere Piazza delle Erbe in Mirano den Namen Piazza Paolo e Nella Errera. |

## Verlegedaten
Die Stolpersteine in Venedig wurden an folgenden Tagen von Gunter Demnig persönlich verlegt:
- 12. Januar 2014: Cannaregio 1156 (Bruna Grassini und Ugo Beniamino Levi), 1223 (Clerle, Clerle, Grassini), 2115, 2337, 274, 3399/a, 4470, Campo di Ghetto Nuovo
- 14. Januar 2015: Cannaregio 1146, 1232, 1543, 2346/b; San Servolo
- 19. Januar 2016: Cannaregio 1223 (Aboaf), 2006, 2337 and 5401/a; Castello 6039 (Familie Vivante); San Marco 515
- 19. Januar 2017: Mirano
- 20. Januar 2017: Cannaregio 386, 1150, 1156 (sechs Mitglieder der Familie Levi), 1215, 2198 and 5999; Castello 6039 (Gianna Cavalieri), San Marco 4741, San Polo 1154
- 22. Januar 2018: Venedig
- 28. Januar 2019: Chioggia: Calle Duomo; Venedig: Cannaregio 506 (Franca Muggia, Giuseppe Muggia, Maria Ester Anna Levi Muggia), 1445 (Gino Aboaf), 1771 (Gustavo Corinaldi); San Polo 2305
- 18. Januar 2020: Chioggia, Zone San Felice und Cavanella d’Adige
- 31. Januar 2020: Cannaregio 2874 (Ida und Ada Ancona), 3826 (Giuseppe Jona), 1600 (Pia Cesana und Leo Mariani), 6042 (Eugenio Saraval); Castello 5117 (Augusto Coen Porto), 6222 (Jole Jesurum, Marisa Jesurum); San Marco 2313 Calle Larga XXI Marzo (Vittorio Coen Porto, Amelia Coen Porto); Santa Croce 2047 (Gilda Jesurum Foà).
- 27. Januar 2022: Cannaregio 62, 413a, 996, 1150 (zwei Steine für Familie Nacamulli), 2491, 2607B, 2874 (fünf Steine für Forti, Finzi und Davide de Leon), 3958, 4441; Dorsoduro 3441; San Marco 2494
- 28. Januar 2022: Mestre
- 15. Januar 2024: Castello (Castello 5117, Castello 6664/a), Cannaregio (Cannaregio 1215, Cannaregio 2278, Cannaregio 2874, Cannaregio 2894, Cannaregio 2897, Cannaregio 4228, Cannaregio 4927), Mestre (Via Bembo, 1; Via delle Muneghe, 18)
- 16. Januar 2024: Castello (Castello 4238, Castello 5659), Dorsoduro (Dorsoduro 2582), San Marco (San Marco 512, San Marco 2151), San Polo (San Polo 2283), Santa Croce (Santa Croce 899b, Santa Croce 2283)
- 17. Januar 2025: San Marco (San Marco 3870), San Polo (San Polo 1512), Lido (Via Orso Partecipazio 24, Via Sandro Gallo 116, Via Tiro 6)
- 20. Januar 2025: Favaro Veneto (Piazza Pastrello 1), Gazzera